# Menden (Sauerland)

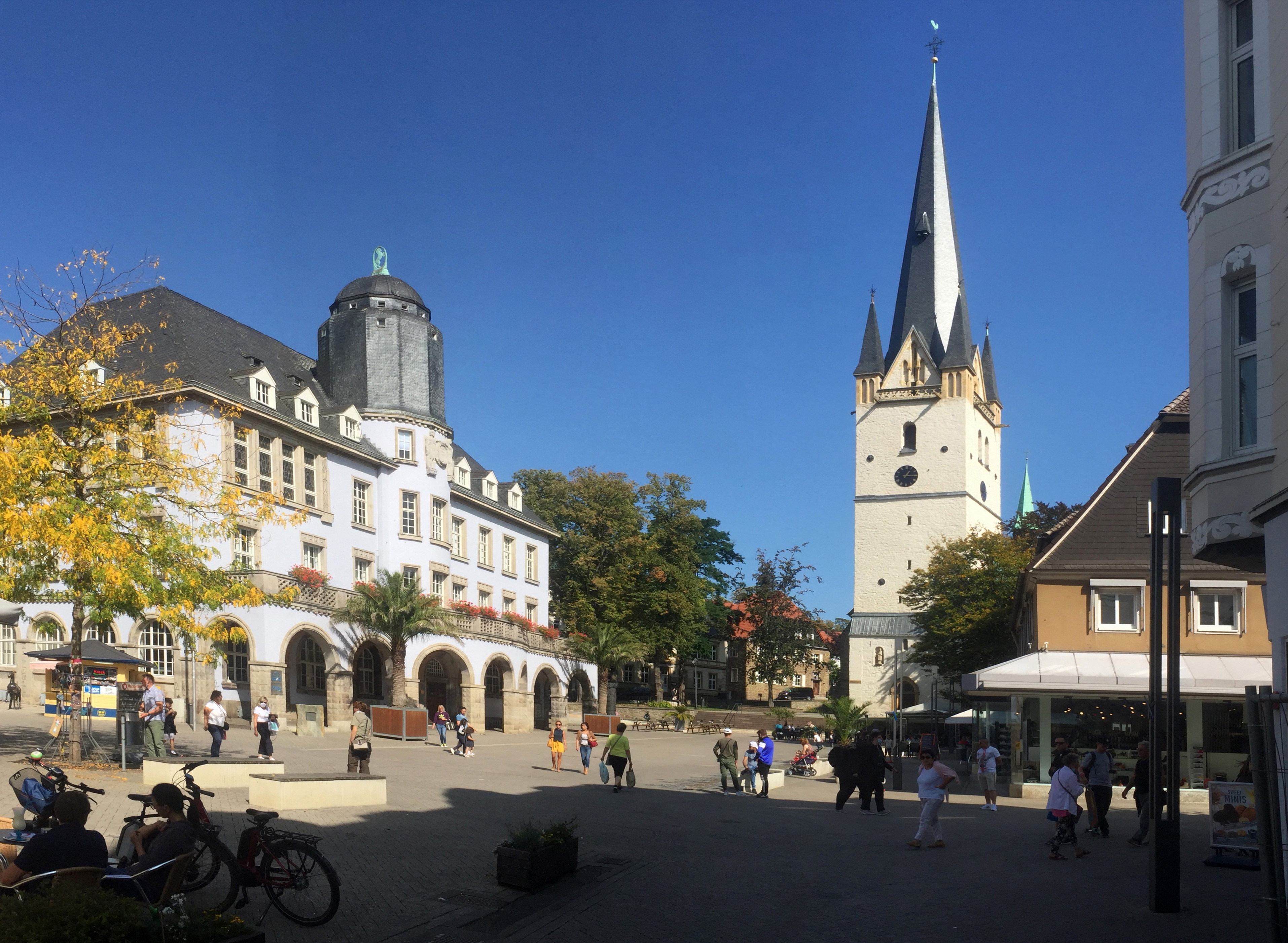
Der Marktplatz von Menden
mit Altem Rathaus und St.-Vincenz-Kirche

Menden (Sauerland) ist eine mittlere kreisangehörige Stadt in Nordrhein-Westfalen, Deutschland. Sie liegt im Norden des Sauerlandes und gehört zum Märkischen Kreis.
Die Existenz dreier verschiedener Orte mit Namen Menden im Einflussgebiet der Kölner Erzbischöfe – zwischen Bonn und Siegburg, im Stadtgebiet von Mülheim an der Ruhr und im Sauerland – führte immer wieder zu Verwechslungen, wenn es darum ging, die ältesten Ursprünge zu benennen. Erstmals urkundlich fassbar wird Menden im Jahr 1072 im Zusammenhang mit der Schenkung der Hemeraner Vituskirche an die neu gegründete Benediktinerabtei Grafschaft bei Schmallenberg. Das hier genannte Menden gehörte zum Herzogtum Westfalen, dessen Landesherr der Kölner Erzbischof war. Es lag im hohen Mittelalter an den Grenzen zu den aufstrebenden Grafschaften Mark und Arnsberg. So war Menden in Fehden dieser drei Landesherren verwickelt und wurde dabei einige Male zerstört und immer wieder aufgebaut. Im heute verbliebenen Stadtkern zeugen aus dem Mittelalter stammende Reste der Stadtmauer und drei Wehrtürme von der Geschichte des Ortes. In seiner heutigen Form besteht Menden seit der kommunalen Neuordnung 1975.
Wirtschaftlich ist Menden breit gefächert aufgestellt, vor allem durch mittelständische Unternehmen der Metall-, Elektro-, Leuchten-, Kalk- und Automobilzulieferindustrie. Die Stadt führt wegen ihrer Lage an der Hönne inoffiziell den Beinamen Hönnestadt.

## Geographie

### Geographische Lage
Menden (Sauerland) liegt im Nordosten des Märkischen Kreises. Im Norden bildet die Ruhr die Grenze zur Stadt Fröndenberg/Ruhr und gleichzeitig die Kreisgrenze zum Kreis Unna und damit zum Regionalverband Ruhr. Im Luerwald im Osten grenzt die Stadt an den Kreis Soest, im Norden und Osten an den Hochsauerlandkreis.
Neben der Ruhr fließt die Hönne, von Süden kommend, in nordnordwestlicher Richtung durch das Stadtgebiet. Ihre bedeutendsten Nebenflüsse sind der Bieberbach und die Oese.
Das Mendener Stadtgebiet gehört zum Niedersauerland, das in die Mendener Platte im Westen, den Luerwald im Osten und die Fröndenberger-Schwerter Ruhraue im Norden unterteilt ist. Das spiegelt sich auch in den Geländehöhen wider. Die Ruhr im Norden erreicht das Stadtgebiet auf einer Höhe von 130 m ü. NN und verlässt es auf 114 m ü. NN. Dort ist auch der niedrigste Punkt der Stadt. Nach Süden steigt das Gelände bis auf 380 m ü. NN am Ebberg an. Eine weitere Erhebung ist der 305 Meter hohe Lahrberg.

### Geologie

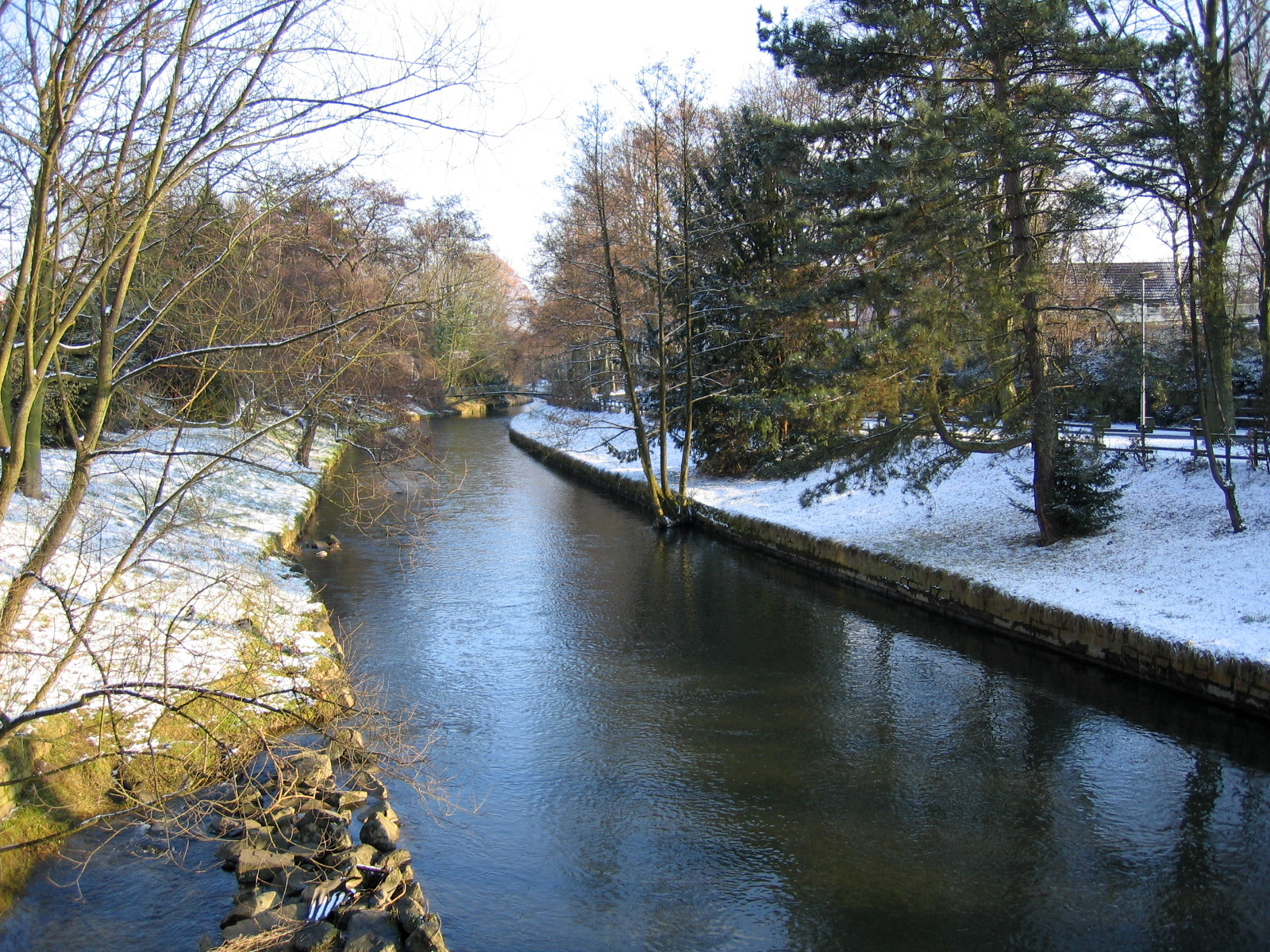
Die Hönne an der Oberen Promenade

Menden liegt im Rheinischen Schiefergebirge und gehört zum Rhenoherzynikum der europäischen
Varisziden. Am nordöstlichen Ende des Remscheid-Altenaer Sattels ist das sogenannte Mendener Konglomerat aufgeschlossen, das aus rotgefärbten fluviatilen Ablagerungen zusammengesetzt ist. Diese etwa acht Quadratkilometer aufgeschlossene Formation entstand im Unteren Perm und ist umgeben von Gesteinsschichten aus dem Oberkarbon. Über einer etwa 100 Meter dicken Hauptschicht befindet sich eine etwa 60 Meter dicke zweite Schicht aus rotem Ton. Diese wird von einer dritten, ungefähr 50 Meter dicken Schicht bedeckt. Die Flussrichtung kam aus Süd-Süd-West, wie aus der Anordnung der Ablagerungen zu erkennen ist. Zu Tage tritt diese besondere Bodenbeschaffenheit in einem Steinbruch in Schwitterberg im Mendener Norden. Das Mendener Konglomerat wird heute genetisch als eine Ablagerung in einem intramontanen Molasse-Becken angesehen.

### Ausdehnung des Stadtgebiets
Das 86,06 Quadratkilometer große Stadtgebiet hat eine Nord-Süd-Ausdehnung von etwa 10 Kilometer, von West nach Ost von etwa 14 Kilometer, und umfasst 3249 Hektar Landwirtschaftsfläche, 3176 Hektar Waldfläche, 1466 Hektar Gebäude-, Frei- und Betriebsfläche, 544 Hektar Verkehrs-, Erholungs- und Friedhofsfläche und 172 Hektar sonstige Freiflächen außerhalb von Siedlungs- und Verkehrsflächen.

### Nachbargemeinden
Menden grenzt im Norden an die Stadt Fröndenberg/Ruhr im Kreis Unna, im Nordosten an die Gemeinde Wickede (Ruhr) im Kreis Soest und im Osten an die Stadt Arnsberg im Hochsauerlandkreis. Die Nachbarstädte Balve im Süden, Hemer im Südwesten und Iserlohn im Westen gehören dem Märkischen Kreis an.

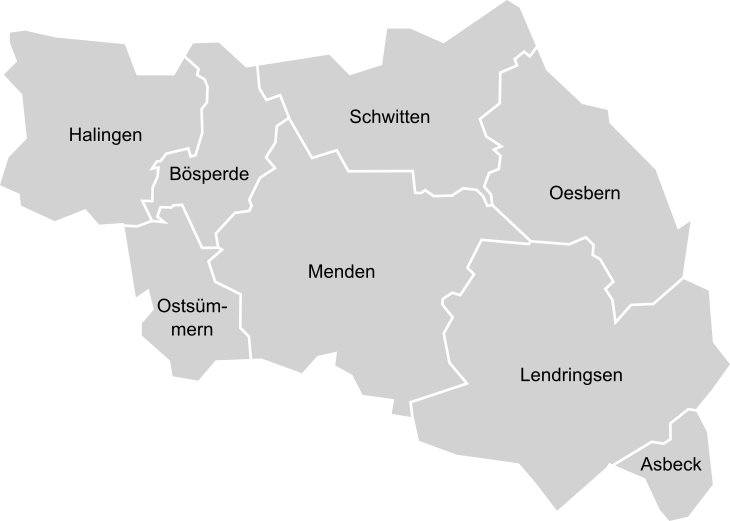
Die ehemaligen Gemeinden im Stadtgebiet von Menden

### Stadtgliederung
Das Stadtgebiet ist politisch nicht in Bezirke gegliedert. Die bis 1974 selbstständigen Gemeinden Asbeck, Halingen, Holzen-Bösperde, Lendringsen, Oesbern und Schwitten, der Osten von Sümmern sowie die Siedlungen Barge, Berkenhofskamp, Böingsen, Brockhausen, Dahlhausen, Dahlsen, Frielingsen, Hassenbruch, Hüingsen, Lahrfeld, Landwehr, Liethen, Lürbke, Oberrödinghausen, Obsthof, Papenbusch, Platte Heide, Rauherfeld, Sellhausen und Werringsen haben bis heute in gewissem Maße ihre Identität behalten.

### Klima
Die Stadt liegt in einer gemäßigten Klimazone im Klimaraum Nordwestdeutschland, Bereich sauerländische Hügellandstufe, zwischen Ruhrtal und Mittelgebirgsschwelle. Es herrscht maritimes Klima. Die jahresdurchschnittliche Lufttemperatur liegt zwischen 8 und 9 Grad Celsius.
Das langjährige Mittel der Niederschlagsmenge beträgt für Menden 858 Millimeter im Jahr. In 11 der 15 gemessenen Jahre auf der nachfolgenden grafischen Darstellung lag die Niederschlagsmenge höher als der langjährig gemessene Wert. In den letzten 11 Jahren, mit Ausnahme des Jahres 1996, lag die Lufttemperatur höher als die langjährige Durchschnittstemperatur von 8,6 °C.
|  |  |

## Geschichte

### Mittelalter

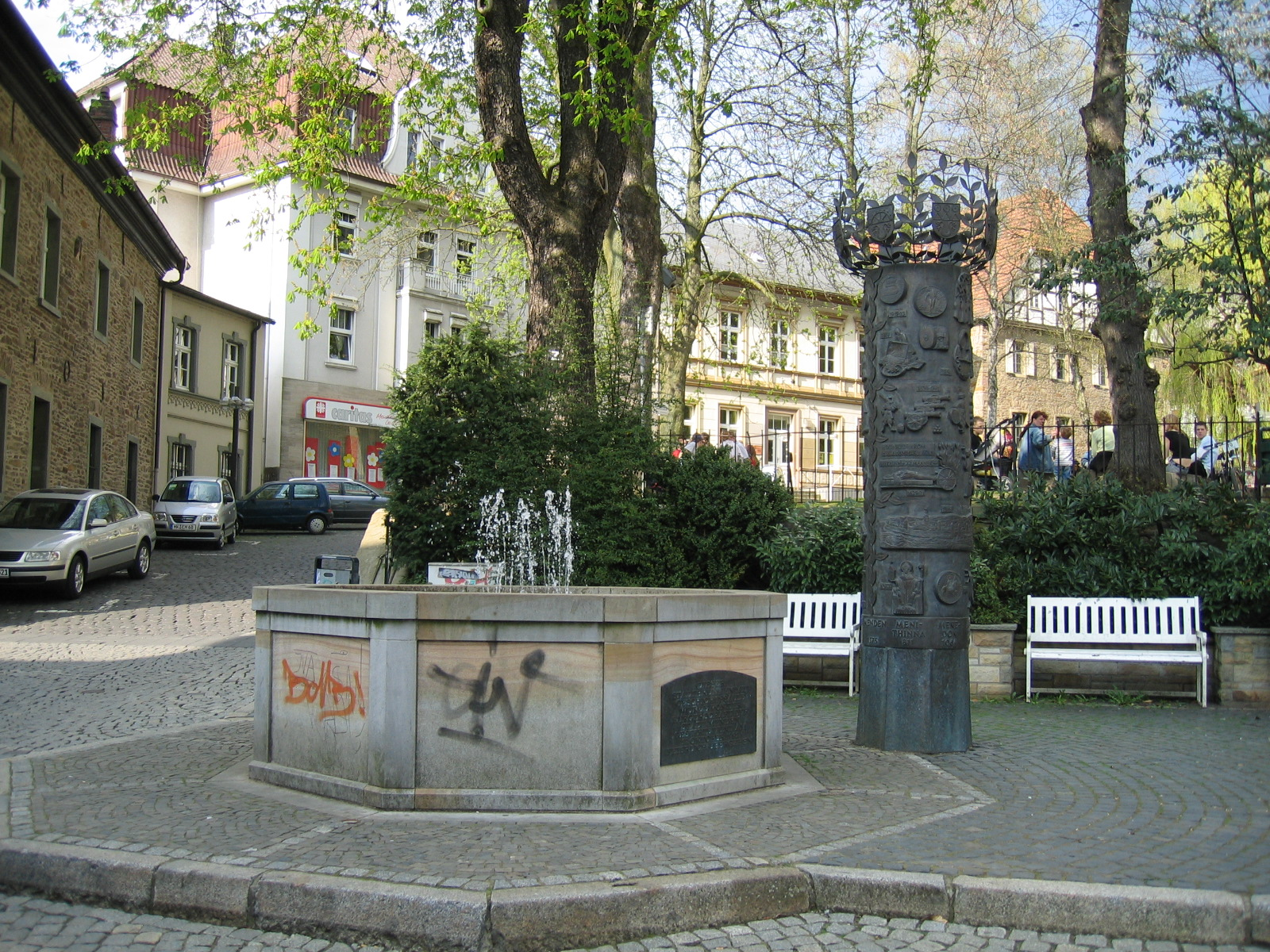
Geschichtssäule mit Brunnen

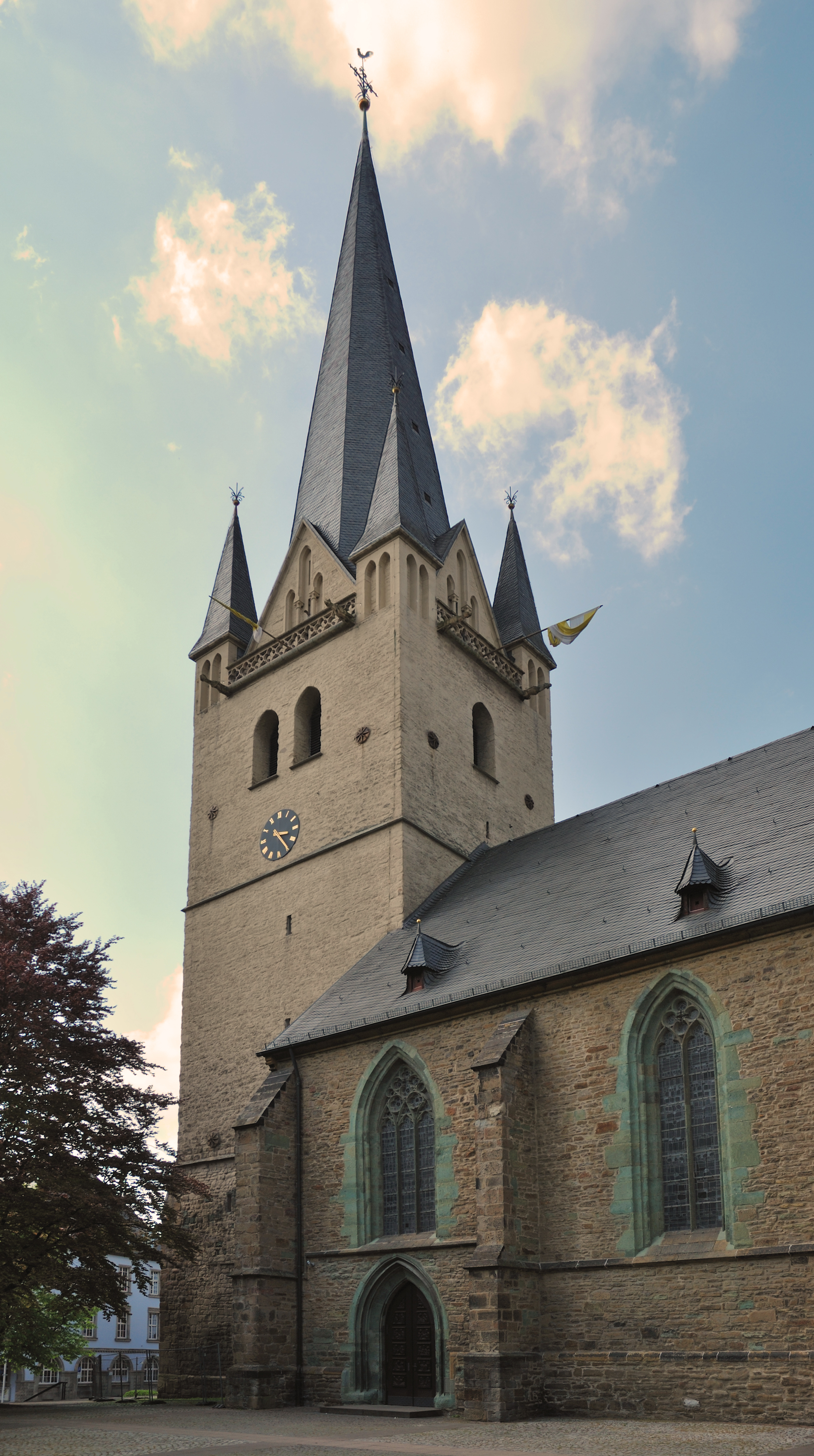
St.-Vincenz-Kirche

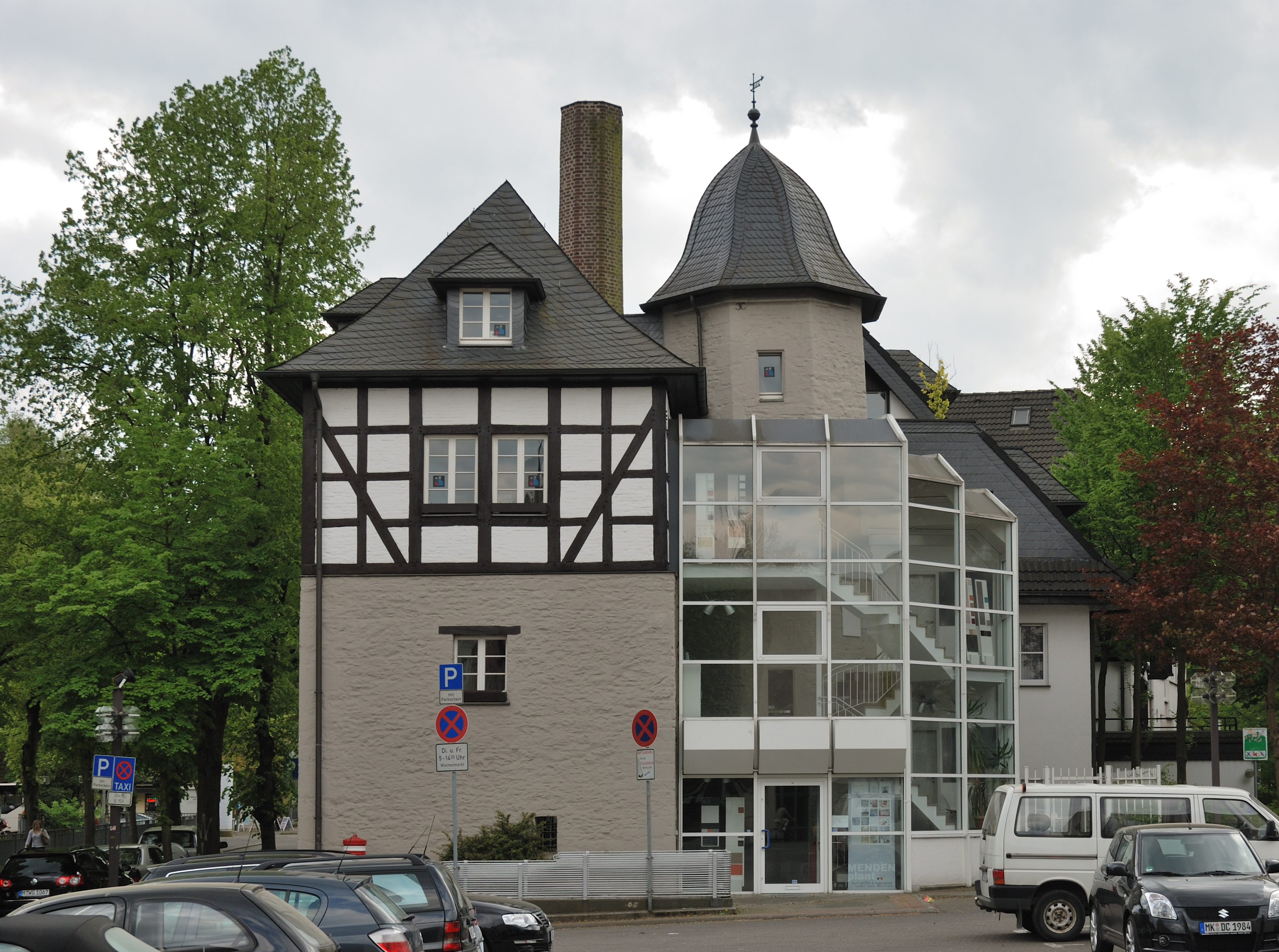
Rentschreiberturm und achteckiger Treppenturm

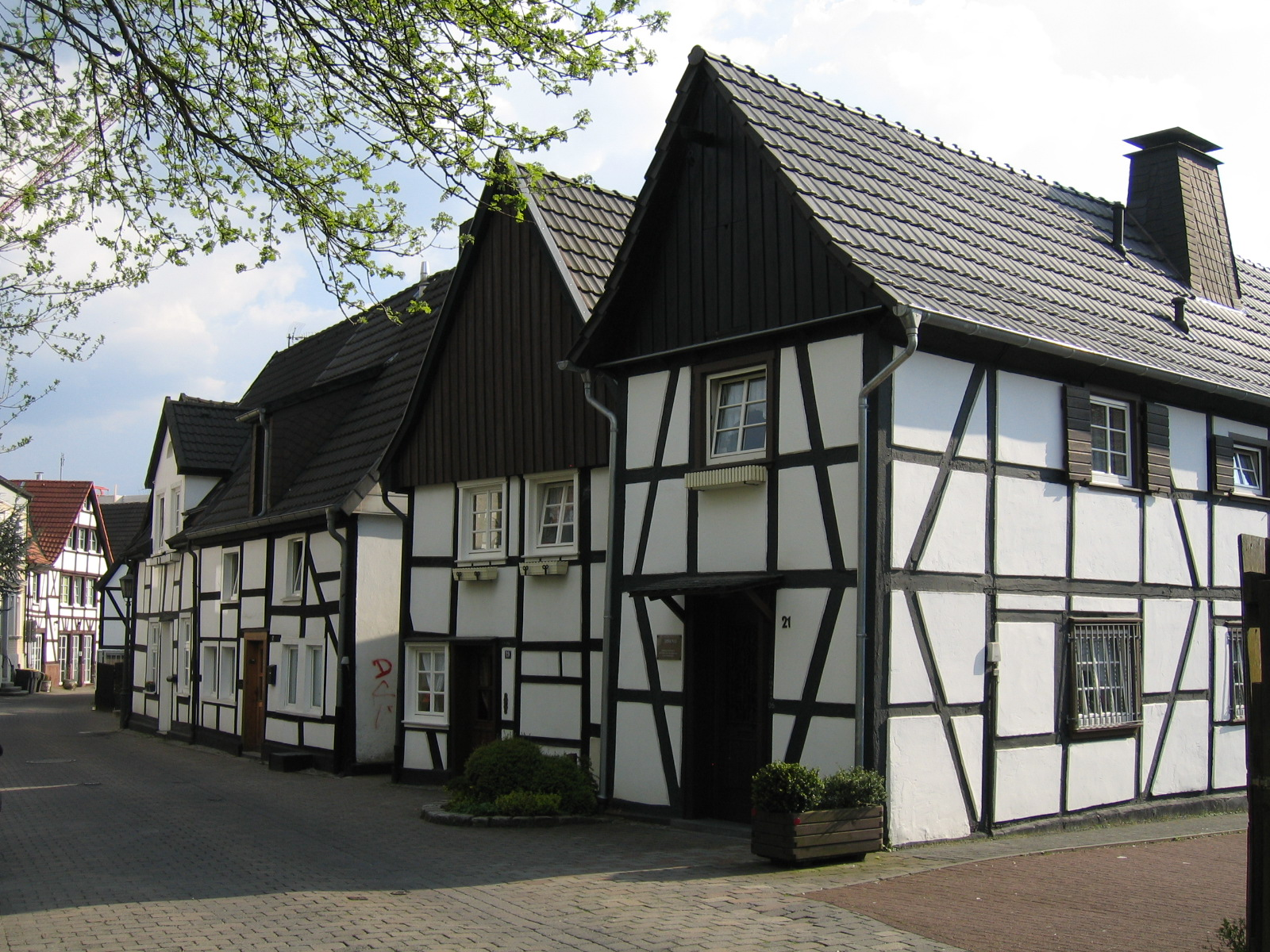
Kleinbürgerhauszeile

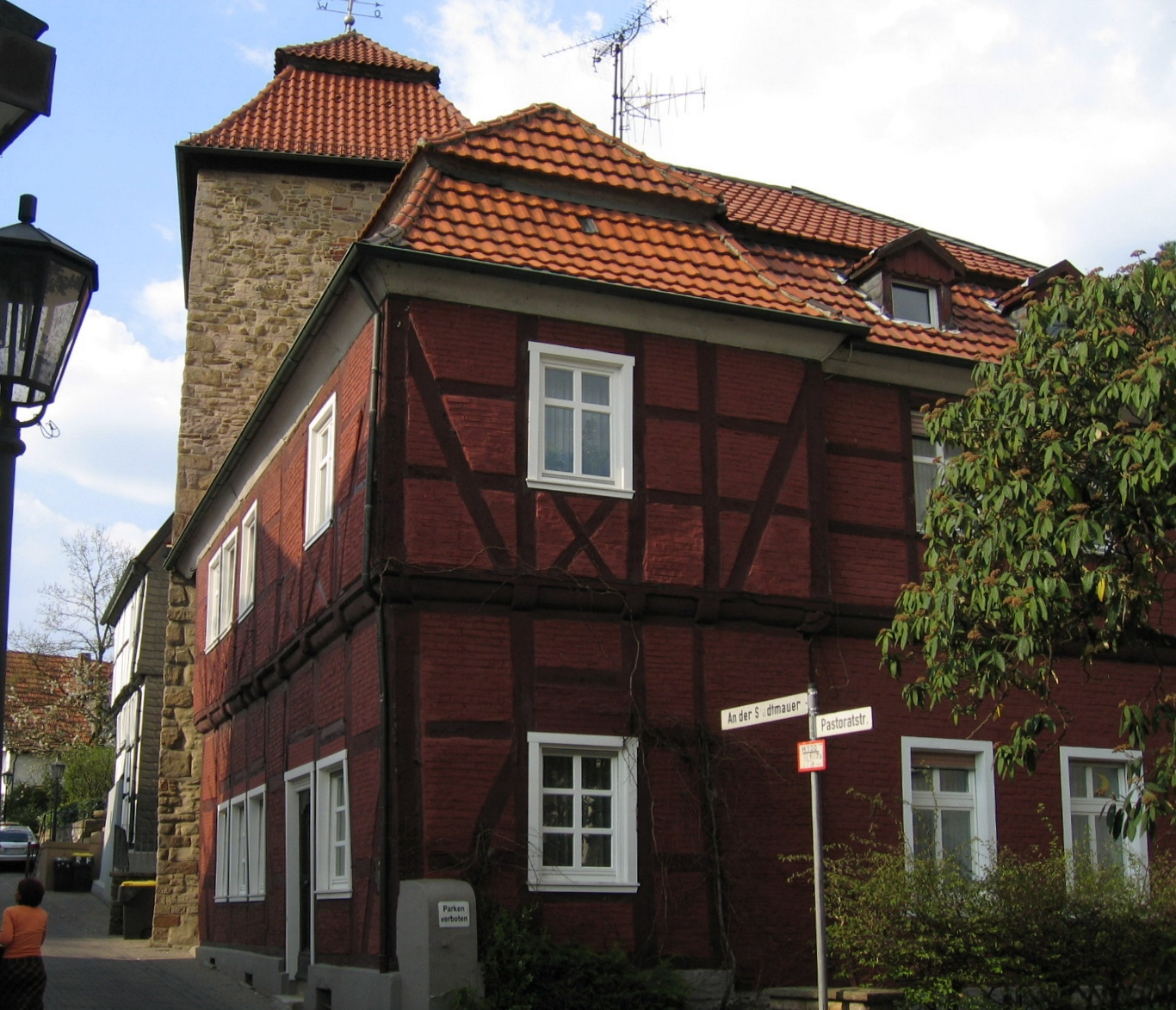
Ehemalige Seilerei

Die günstige geografische Lage an den Höhenwegen des Lenne- und des Ruhrtals führte schon früh zur Besiedlung durch die Sachsen und zur Entstehung von Höfen.
Der Haupthof in Menden war zusammen mit zwei Haupthöfen in Hemer im Besitz des jeweiligen Kölner Erzbischofs. Zum Besitz des Kölner Domkapitels gehörten die Haupthöfe in Sümmern und Eisborn. Es wird angenommen, dass dieser Besitzkomplex bereits vor dem 9. Jahrhundert in den Besitz der Kölner Kirche gekommen war. 1072 erhielt das neugegründete Kloster Grafschaft zehn Mansen geschenkt, die zum Haupthof Menden gehörten. Etwa ab dieser Zeit wurde der Ort des Öfteren urkundlich nachgewiesen.
Menden lag im Spätmittelalter im Interessengebiet verschiedener Herren, so dass ihm kriegerische Auseinandersetzungen nicht erspart blieben. Im 12. und 13. Jahrhundert lagen im Westen des kölnischen Territoriums um Menden die Besitzungen der Grafen von Altena-Limburg. Im Süden und Norden befand sich der Machtbereich der Grafen von Altena-Mark, später Grafschaft Mark, im Osten die Grafschaft Arnsberg. Nur über einen schmalen Korridor war Menden mit dem kölnischen Hellweg und Werl verbunden. Vor allem die Grafen von der Mark zerstörten mehrmals die Machtpositionen der Kölner Erzbischöfe. Zwischen 1246 und 1248 wurde im Auftrag von Ritter Goswin, einem Lehnsmann des Erzbischofs von Köln, die Rodenburg auf dem Rodenberg oberhalb des Hofes Althem errichtet. Sie wurde 1249 erstmals urkundlich erwähnt. Nachdem Goswin von Rodenberg die Vogtei über Menden erhalten hatte, erlaubte er sich Übergriffe gegen die Bewohner Mendens. Als Strafe verlor er die Vogtei, wurde seiner sonstigen Ämter entsetzt und musste die Burg aufgeben. Diese ging in den Besitz der Kölner Erzbischöfe über. Siegfried von Westerburg hat dort mehrere Urkunden ausgestellt. Die Burg wurde 1301 durch Eberhard I. von der Mark zerstört und danach nie wieder aufgebaut.
1278 errichtete der Kölner Erzbischof auf dem nahegelegenen Fürstenberg eine weitere Burg, die ebenfalls mehrmals erobert und deshalb noch vor der Mitte des 14. Jahrhunderts endgültig aufgegeben wurde.
1250 und erneut 1263 zerstörte Graf Engelbert II. von der Mark die als Villa munita bezeichnete befestigte Ortschaft. Die Stadtentstehung lässt sich in den Zeitraum zwischen 1262 und 1289 datieren. 1288, nach der Schlacht von Worringen, eroberte und zerstörte Eberhard I. von der Mark Menden. Erzbischof Walram verlieh ihr 1331 die Stadtrechte und stattete sie mit den gleichen Privilegien aus, wie sie Attendorn bereits besaß. 1343 zerstörte Graf Adolf IV. von der Mark die Stadt und die nahe gelegene Wasserburg. 1344 wurde sie durch Erzbischof Walram von Köln von Grund auf neu aufgebaut und mit Gräben und zwölf Türmen befestigt. In die Befestigungsanlagen wurde die westlich der Stadt gelegene stark befestigte Burg einbezogen.
Menden blieb trotz mehrfacher Zerstörung als Besitzung der Kölner Erzbischöfe erhalten. Es lag mit der Verfestigung der verschiedenen Territorien in diesem Raum an der Grenze zum Gebiet der Grafen von der Mark und Limburg und hatte die Funktion einer Grenzfestung. Etwa seit dieser Zeit wird vom kurkölnischen Menden gesprochen.
1437 nahm Menden an der ersten landständischen Vereinigung im Herzogtum Westfalen teil. 1446 wurde die Stadt während der Soester Fehde durch den Herzog von Kleve erobert.

### Frühe Neuzeit
Die Versuche der Kölner Erzbischöfe Hermann V. von Wied und Gebhard I. von Waldburg, die evangelische Konfession in der Reformationszeit einzuführen, blieben ohne nachhaltige Wirkung.

#### Hexenverfolgungen
Wie in viele andere Regionen Deutschlands kam es auch in Menden in der Frühen Neuzeit zu Hexenverfolgungen. Über die Gerichtsprozesse erhielten sich lückenhaft d. h. unvollständig 192 Seiten der Protokolle aus den Jahren 1592, 1628, 1630 und 1631. Sie werden im Archiv der St. Vincenz-Kirche Menden aufgehoben. Eine neuere Analyse der Akten ergab, dass die bislang angenommene Opferzahl wesentlich größer ist. Für den lückenhaften und kleinen Beobachtungszeitraum konnten mindestens 91 Opfer identifiziert werden. Die tatsächliche Opferzahl dürfte noch wesentlich höher liegen. Von den eindeutig bestimmbaren Geschlechtern stammten aus dem Amt und der Stadt Menden 52 Frauen und 30 Männer. Mit einem Anteil von 37 % Männern war das Verhältnis vergleichsweise hoch.
Unter den Hingerichteten befanden sich meist die ärmsten der Armen, überwiegend von abseits gelegenen Höfen aus den Bauerschaften Oesbern, Wimbern, und Böingsen, Dörfern mit besonderes ertragsarmen Böden. Entgegen der gängigen These war nicht der Dreißigjährige Krieg die Ursache für das Wüstfallen vieler Höfe und Kotten im Amt Menden, sondern es waren auch die Auswirkungen der Hexenverfolgungen.
Wurde der Bauer Opfer, konnten die Ländereien nicht mehr bestellt werden und der Hof verfiel und lag „wüst“.
Es zeigte sich auch, dass mehrere Familien über mindestens drei Generationen hinweg verfolgt wurden. Lag der Makel des Hexenwesens auf der Familie, geriet er nicht mehr in Vergessenheit.
An den Folgen der Folter starb Dorothea (Dorte) Hilleke. Sie war die einzige belegbare Person, die unter mehreren brutalen Folterungen niemand anders der Hexerei beschuldigte. In ihrem Andenken wurde die Stadtbibliothek benannt.
Der Rat der Stadt Menden beschloss am 14. Dezember 2011 einstimmig, die in Menden verurteilten Opfer der Hexenprozesse zu rehabilitieren.

#### Dreißigjähriger Krieg und wirtschaftliche Entwicklung
Im Dreißigjährigen Krieg wurde Menden dreimal belagert und 1634 von den Hessen erobert und geplündert. Die Pest wütete 1662 in der Stadt.
Mehrfach kam es im 17. Jahrhundert zu verheerenden Stadtbränden. Ein erster Brand zerstörte die Stadt 1637, bei dem der Kirchturm, die Schule und das Rathaus neben zahlreichen Wohnhäusern betroffen waren. Der nächste Brand erfolgte 1652, der bis auf etwa zehn Gebäude die gesamte Stadt vernichtete. In dieser Zeit ging wahrscheinlich das Archiv der Stadt verloren, so dass es aus der Zeit vorher nur noch wenige Urkunden gibt. Ebenso verheerend war der Stadtbrand von 1663. Auf Bitten der Bürger gewährte der Landesherr der Stadt für den Wiederaufbau 1500 Reichstaler. Die Einwohner mussten sich im Gegenzug verpflichten, nur noch Dachziegel aus Stein zu verwenden, die Straßen zu verbreitern und Feuerlöschgerät anzuschaffen.
1725 erteilte der Landesherr, der Erzbischof Clemens August von Köln, einem bei Menden begüterten Rittergutsbesitzer die Erlaubnis, an der Hönne eine Drahtzieherei zu errichten. Die Preußen im benachbarten märkischen Altena, die das Monopol für diese Produktion beanspruchten, protestierten dagegen. Die kurkölnischen Behörden in Arnsberg kamen der Aufforderung, die Drahtschmiede wieder abzureißen, nicht nach. Daraufhin schickten die Preußen Soldaten über die Landesgrenze, die die Zerstörung gewaltsam vornahmen. Allerdings profitierte die Wirtschaft Mendens insgesamt vom wirtschaftlichen Austausch mit der benachbarten ökonomisch fortgeschrittenen Grafschaft Mark. Neben der gewerblichen Entwicklung erlebte der Kornmarkt einen erheblichen Aufschwung.

### 19. Jahrhundert
Im September 1802 besetzten Truppen des mit Napoleon verbündeten Landgrafen von Hessen-Darmstadt das Herzogtum Westfalen und damit auch Menden. Damit endete die Herrschaft des Erzbischofs von Köln über Stadt und Land. Der Stadtrat protestierte gegen die Einquartierung von 142 Soldaten. Es wurde eine Polizeiordnung erlassen, die selbst für geringfügige Vergehen hohe Strafen vorsah. Die erzwungene Auflösung der Zünfte im Jahr 1811 führte zum Ende der sogenannten Großen Gilde in Menden. Letztere war in der frühen Neuzeit die bedeutendste Vereinigung von Händlern und Handwerkern, insbesondere bestehend aus Leinewebern in Menden. In hessischer Zeit wurde anstelle des kurkölnischen Amtes Menden ein neues größeres Amt Menden geschaffen.
Nach dem Ende der napoleonischen Herrschaft erhielt Preußen 1816 das einstige Herzogtum Westfalen und damit auch Menden. 1817 wurde Menden dem Kreis Iserlohn zugeschlagen. Anfangs wurde diese Entscheidung von der Bevölkerung skeptisch betrachtet und noch 1830 wurde diese Frage auf dem Provinziallandtag in Münster debattiert. 1856 nahm Menden die preußische Städteordnung an.
Unter Führung des Arztes Fritz Bering (* 1817 in Menden) zogen in der zweiten Phase der Revolution von 1848/49 im Mai 1849 etwa 200 Mendener Demokraten nach Iserlohn, um die dortigen Aufständischen gegen die Regierungstruppen zu unterstützen. Nach dem blutigen Iserlohner Himmelsfahrtstag wurde Bering zunächst gefangen genommen und ein Jahr später wieder freigelassen.
1872 erfolgte der Anschluss an das Eisenbahnnetz. Dies war eine entscheidende Voraussetzung für die industrielle Entwicklung. Die erste Bahnstrecke, die Menden erreichte, war die von Letmathe nach Fröndenberg der Bergisch-Märkischen Eisenbahn-Gesellschaft. Später kam der Anschluss an die Hönnetalbahn der Preußischen Staatseisenbahnen hinzu.
Seit dem 19. Jahrhundert produzierte die Fingerhutsmühle Menden u. a. Fingerhüte.

### Erste Hälfte des 20. Jahrhunderts
Die Arbeiterbewegung fand vor allem in Gestalt der christlichen Gewerkschaften Einzug. So bestand in Menden zu Beginn des 20. Jahrhunderts eine Ortsgruppe des Sauerländer Gewerkvereins. Später war dort der Christliche Metallarbeiterverband stark. Im Gegensatz zu einer insgesamt zurückgehenden Streikbereitschaft im Bereich der westdeutschen Industrie kam es in Menden zwischen dem Herbst 1912 und dem Frühjahr 1913 zu einem langanhaltenden Streik. Von diesem erhoffte sich der Christliche Metallarbeiterverband eine Stärkung seines Verbandes in Menden.
1919 gründeten Ordensschwestern des Ordens der Heiligen Maria Magdalena Postel das katholische Lyzeum. Die Nöte nach dem Ersten Weltkrieg führten auch in Menden und Umgebung zu sozialen Unruhen. Dabei standen sich konservative Kräfte und die Arbeiterbewegung gegenüber. Insbesondere 1923 kam es zu Protesten. Auch die extreme Rechte machte sich bereits zu Beginn der 1920er Jahre bemerkbar. Nach Angaben eines nationalsozialistischen Chronisten soll es bereits 1921/22 eine Ortsgruppe der NSDAP gegeben haben, die sich nach einem zeitweisen Parteiverbot 1922 als Lesegesellschaft des Völkischen Beobachters tarnte. Es entstand kurze Zeit später eine Ortsgruppe des Antisemitenbundes und weitere nationalsozialistisch orientierte Organisationen. Mit dem Völkischen Sportbund bildete sich damals ein Vorläufer der SA. Die wohl 1923 wieder gegründete NSDAP-Ortsgruppe behauptete, eine der ersten in Westfalen gewesen zu sein. Nach dem Verbot infolge des Hitlerputsches tarnte sich die Partei als Nationalsozialistische Freiheitspartei.
Unmittelbar nach dem Beginn der nationalsozialistischen Herrschaft riefen die Nationalsozialisten in Menden zum Boykott jüdischer Geschäfte auf, was vielfach befolgt wurde. Die Synagoge wurde während der Novemberpogrome am 9. November 1938 geschändet und in Brand gesetzt. 24 jüdische Mendener starben in nationalsozialistischen Lagern, weitere 45 wurden Opfer der Vertreibung und flüchteten ins Ausland. Mindestens etwa 25 in Menden Geborene und/oder Beheimatete wurden als „Zigeuner“ in das Konzentrationslager Auschwitz-Birkenau deportiert, mindestens 20 von ihnen überlebten das Vernichtungslager nicht. Andere wurden in andere Lager deportiert. Ihr Schicksal ist nicht bekannt.
In der Nacht zum 14. Juni 1941 fielen die ersten Brandbomben auf Menden. Dabei starben zwölf Menschen. Es entstanden erhebliche Zerstörungen. Bei einem weiteren Bombenangriff am 1. Februar 1945 auf Fröndenberg und Menden starben 23 Mendener. Die Zahl der ausländischen Zwangsarbeiter, die bei Bombenangriffen starben, ist nicht bekannt.
Zahlreiche Firmen am Ort beschäftigten während des Krieges Zwangsarbeiter. Aus einem für Zwangsarbeiter eingerichteten Arbeitserziehungslager in Sanssouci bei Balve kamen die Arbeitskräfte, die unter Leitung der Organisation Todt im Ortsteil Oberrödinghausen Stollen für das unterirdische Hydrierwerk-Projekt „Schwalbe I“ bauen mussten. Die Verfolgung politischer Gegner fand in Menden bis in die letzte Kriegsphase statt. Nach dem gescheiterten Attentat vom 20. Juli 1944 wurden im Zuge der „Aktion Gitter“ mehrere Personen verhaftet.
Während des Krieges wurde in Wimbern unter Leitung von Karl Brandt ein Ausweichkrankenhaus für Verwundete und Kranke aus Dortmund und Bochum errichtet. Ein Massengrab in Menden-Barge wurde zunächst mit den Euthanasiemorden (Aktion T4) in Verbindung gebracht. Die staatsanwaltlichen Ermittlungen konnten dies nicht bestätigen.

### Nachkriegszeit
Seit 1946 gehört Menden zum Land Nordrhein-Westfalen. Am 30. April 1974 wurde der Gebietsänderungsvertrag zwischen der Stadt Menden und den Gemeinden des Amtes Menden geschlossen und von den einzelnen Bürgermeistern und Amtsdirektoren unterzeichnet.
Zum 1. Januar 1975 erfolgte die kommunale Neugliederung. Die bisher selbstständigen Gemeinden Asbeck aus dem Amt Balve, Halingen, Holzen-Bösperde, Lendringsen, Oesbern, Schwitten und ein Teilgebiet von Sümmern wurden nach Menden eingemeindet. Wimbern wurde bereits am 1. Juli 1969 auf Grund des Gesetzes zur Neugliederung des Landkreises Soest und von Teilen des Landkreises Beckum aus dem Amt Menden herausgelöst und der Gemeinde Wickede (Ruhr), Kreis Soest, zugeordnet.  An die Geschichte Mendens erinnert seit dem 17. Oktober 1992 die Mendener Geschichtssäule.

### Eingemeindungen
Am 1. Januar 1975 wurden im Rahmen der Verwaltungs- und Gebietsreform nach dem Gesetz zur Neugliederung der Gemeinden und Kreise des Neugliederungsraumes Sauerland/Paderborn (Sauerland/Paderborn-Gesetz) die Gemeinden Asbeck, Bösperde, Halingen, Lendringsen, Oesbern und Schwitten sowie mit Ostsümmern ein Teil der früheren Gemeinde Sümmern in die Stadt Menden (Sauerland) eingegliedert.

### Einwohnerentwicklung

Einwohnerentwicklung von Menden von 1816 bis 2017 nach zwei Gebietsständen wie in den nebenstehenden Tabellen

Für die Zeit vor dem Beginn des 19. Jahrhunderts liegen nur wenig verlässliche Einwohnerzahlen vor. Im Jahr 1781 wurden 235 Wohnhäuser gezählt. Dies entsprach in etwa der Zahl in Arnsberg. Die Anzahl der Häuser war nur halb so hoch wie die von Geseke mit 450 Wohnhäusern und geschätzten 2385 Einwohnern. Waren die Einwohnerzahlen nach dem Dreißigjährigen Krieg deutlich angestiegen, kam es in der zweiten Hälfte des 18. Jahrhunderts zu einer demographischen Sättigung, ehe im 19. Jahrhundert erneut eine Phase des Wachstums einsetzte. Die Einwohnerzahl von Menden hat sich in der Zeit von 1816 bis 1939 fast verzehnfacht und überschritt 1975 nach der kommunalen Neugliederung die 50.000er Grenze. Wie unter der Rubrik Eingemeindungen beschrieben, wurden am 1. Januar 1975 mehrere zuvor selbstständige Gemeinden nach Menden eingemeindet.
Ein Vergleich der jährlichen Einwohnerzahlen ist aus diesem Grund nur für den Zeitraum 1975 bis 2008 möglich. Die Zahlen zeigen, dass Menden 1984 mit 51.951 Einwohnern die niedrigste und 1999 mit 59.285 die höchste Einwohnerzahl hatte. Seit 1999 nimmt die Zahl der Einwohner kontinuierlich von Jahr zu Jahr ab.
Die Bevölkerungsstruktur setzte sich am 31. Dezember 2008 aus 10.233 unter 18-Jährigen (18 Prozent), 34.611 über 18- bis unter 65-jährigen Einwohnern (61 Prozent), sowie 11.781 Einwohnern ab 65 Jahren (21 Prozent) zusammen. 28.722 Personen waren weiblich (51 Prozent), 27.903 männlich (49 Prozent).
Menden nach dem damaligen Gebietsstand
| Jahr | Einwohner |
| ---- | --------- |
| 1816 | 1.806     |
| 1819 | 1.632     |
| 1835 | 2.450     |
| 1871 | 4.435     |
| 1890 | 6.654     |
| 1900 | 7.509     |

| Jahr | Einwohner |
| ---- | --------- |
| 1925 | 13.677    |
| 1933 | 15.072    |
| 1939 | 17.180    |
| 1961 | 27.526    |
| 1970 | 30.103    |
| 1974 | 30.531    |

Menden nach dem heutigen Gebietsstand
| Jahr | Einwohner |
| ---- | --------- |
| 1961 | 45.162    |
| 1970 | 51.805    |
| 1974 | 55.471    |
| 1975 | 53.244    |
| 1976 | 53.517    |
| 1977 | 53.087    |
| 1978 | 53.078    |
| 1979 | 53.097    |
| 1980 | 53.326    |
| 1981 | 53.072    |
| 1982 | 52.602    |

| Jahr | Einwohner |
| ---- | --------- |
| 1983 | 52.355    |
| 1984 | 51.951    |
| 1985 | 52.072    |
| 1986 | 52.167    |
| 1987 | 54.208    |
| 1988 | 54.899    |
| 1989 | 55.500    |
| 1990 | 56.527    |
| 1991 | 56.525    |
| 1992 | 57.084    |
| 1993 | 57.538    |

| Jahr | Einwohner |
| ---- | --------- |
| 1994 | 58.064    |
| 1995 | 58.424    |
| 1996 | 58.848    |
| 1997 | 58.901    |
| 1998 | 58.983    |
| 1999 | 59.285    |
| 2000 | 59.239    |
| 2001 | 59.183    |
| 2002 | 59.075    |
| 2003 | 58.745    |
| 2004 | 58.342    |

| Jahr | Einwohner |
| ---- | --------- |
| 2005 | 57.984    |
| 2006 | 57.599    |
| 2007 | 57.207    |
| 2012 | 53.876    |
| 2013 | 53.354    |
| 2016 | 53.315    |
| 2017 | 53.046    |
| 2018 | 52.912    |
| 2019 | 52 608    |
| 2022 | 52 608    |

Volkszählungsergebnisse (1961 und 1970) und Fortschreibungen des Landesamtes für Datenverarbeitung und Statistik NRW 1974 anlässlich der bevorstehenden Gebietsreform und ab 1975

## Religionen
Die Christianisierung und Entstehung einer Urpfarrei in Menden fiel in die Zeit um 800. Die Pfarrei Menden mit dem Heiligen Vincenz als Kirchenpatron gehörte zum Dekanat Attendorn. 1243 wurde die bisher dem Erzbischof gehörende Kirche in Menden dem Kölner Domkapitel übergeben. Kollationsrecht und Investitur des Pastors standen seit dieser Zeit dem Domdechanten zu. Die Vogtei über Hof und Kirche zu Menden besaßen zeitweise die Grafen von Dassel, ehe sie 1232 in den Besitz der Grafen von Arnsberg überging. Graf Gottfried III. von Arnsberg hat sie 1272 an den Ritter Goswin von Rodenberg verkauft. Dessen Nachkommen waren das Adelsgeschlecht Romberg. Die Vogtei über die Besitzungen des blieben in der Hand der Grafen von Arnsberg. Zu den Filialen der Pfarrei gehörten Sümmern, Fröndenberg und Bausenhagen. In der Reformationszeit wurde die Verbindung zu den bisherigen Filialen in den protestantisch gewordenen Gemeinden Hemer, Hennen, Deilinghoven und Dellwig aufgehoben.
Auf Grund der Zugehörigkeit zum kurkölnischen Herzogtum Westfalen ist Menden eine katholisch geprägte Stadt. Seit 1685 ist die Wallfahrt auf den Rodenberg nahe der Stadt bezeugt. Im Laufe des 19. Jahrhunderts nahm die Zahl der evangelischen Christen zu, so dass 1835 eine eigene Gemeinde gebildet und in den Jahren 1861 bis 1863 eine eigene Kirche erbaut wurde. Waren es 1816 noch 39 Evangelische, stieg ihre Zahl bis 1871 auf 715. Anfang 2007 hatte Menden 33.659 (58,24 %) katholische und 13.069 (22,61 %) evangelische Einwohner. 1.167 (19,15 %) gehörten einer sonstigen oder keiner Religionsgemeinschaft an. Die katholischen Pfarrgemeinden gehören zum Dekanat Märkisches Sauerland mit Sitz in Hemer.; die evangelische Kirchengemeinde ist Mitglied des Evangelischen Kirchenkreises Iserlohn.

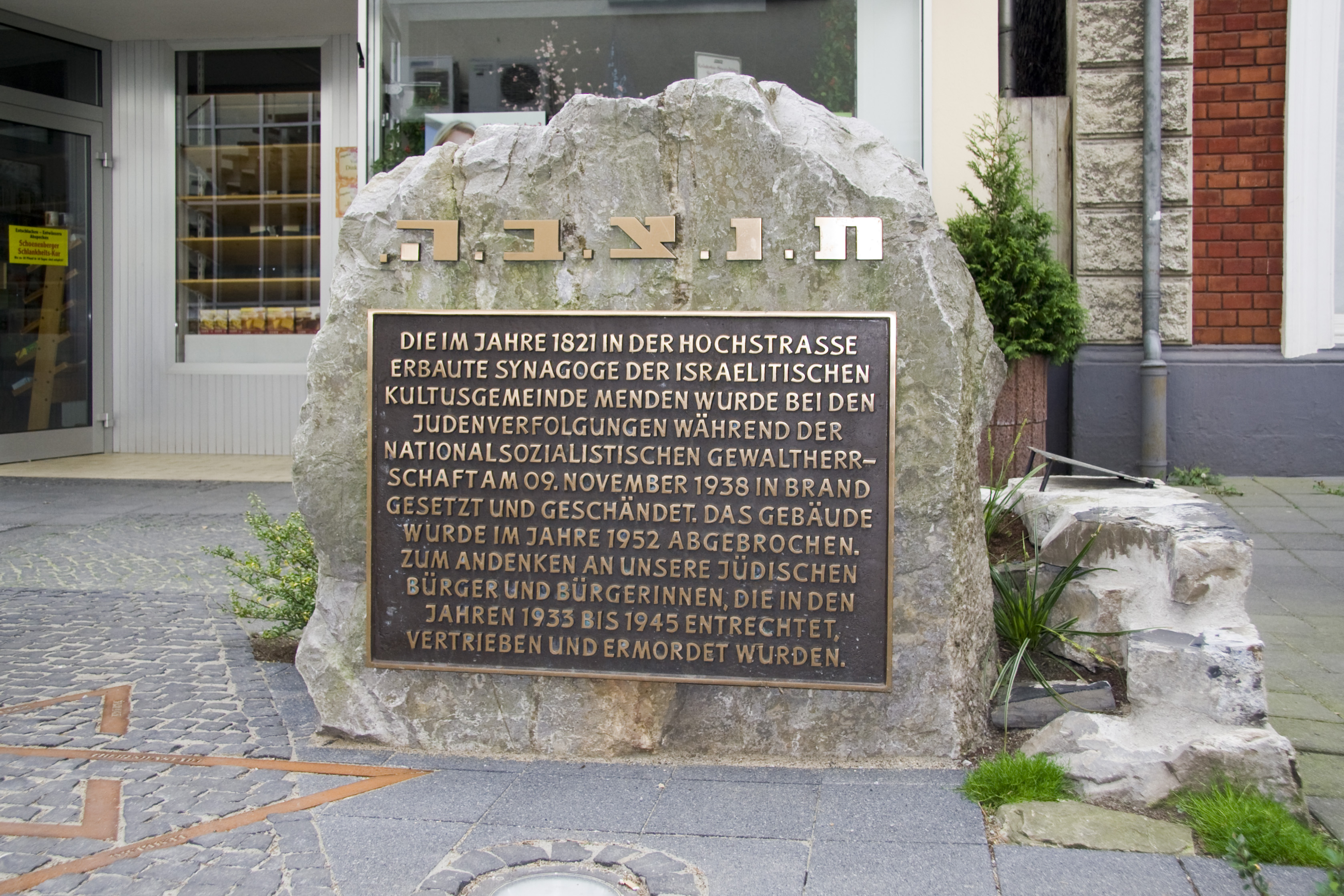
Gedenkstein am Ort des Erinnerns

Bis in die Zeit des Nationalsozialismus gab es in Menden eine aktive jüdische Gemeinde. Die Zahl der Juden stieg von 47 im Jahr 1816 auf 62 im Jahr 1871 an. Die Synagoge der Synagogengemeinde Menden wurde 1821 erbaut und in der Pogromnacht am 9. November 1938 zerstört. 1952 wurde sie abgerissen.
Mit der Einweihung des Ortes des Erinnerns gedenkt die Stadt seit 9. November 2008 in der Hochstraße in unmittelbarer Nähe der ehemaligen Synagoge an die Gräuel der nationalsozialistischen Gewaltherrschaft und die Zerschlagung der jüdischen Gemeinde. Der Jüdische Friedhof Menden ist teilweise erhalten.

## Kommunalpolitik
In kurkölnischer Zeit wählten die Bürger den Bürgermeister, acht Ratsherren und 16 Ratsvorsteher. Die Hessen schafften zu Beginn des 19. Jahrhunderts die kommunale Selbstverwaltung ab und setzten einen der Zentralregierung verantwortlichen Schultheißen ein. Dies blieb noch lange in preußischer Zeit so, bis 1836 die revidierte Städteordnung in Menden eingeführt wurde. Seither wurden Stadtverordnete und Magistrat gewählt. Allerdings lag der Zensus höher als bei der Städteordnung von 1808.

### Stadtrat
Der Rat der Stadt Menden setzt sich aus den ehrenamtlichen Ratsmitgliedern und dem hauptamtlichen Bürgermeister zusammen. Die Sitze verteilen sich nach der jeweiligen Kommunalwahl (seit 2014) wie folgt:
| Partei/Liste | CDU | SPD | Grüne1 | FDP | UWG2 | Linke | USF3 | AfD | Gesamt | Wahlbeteiligung |
| Sitze 2020   | 22  | 11  | 13     | 7   | 1    | 2     | 1    | 3   | 60     | 47,23 %         |
| Sitze 2014   | 22  | 13  | 6      | 3   | 1    | 2     | 1    | –   | 48     | 42,32 %         |
| ------------ | --- | --- | ------ | --- | ---- | ----- | ---- | --- | ------ | --------------- |

Im Verlauf der aktuellen Ratsperiode (2020–2025) hat sich die Zusammensetzung des Rates der Stadt Menden (Sauerland) wie folgt verändert:
| Partei/Liste            | CDU | Grüne | SPD | FDP | AfD | MENDENinnovativ | Linke | USF/UWG | UmSo | Einzelratsmitglieder |
| Sitze (Stand März 2023) | 22  | 13    | 6   | 4   | 3   | 3               | 2     | 2       | 2    | 3                    |
| ----------------------- | --- | ----- | --- | --- | --- | --------------- | ----- | ------- | ---- | -------------------- |

In der folgenden Liste werden die Ergebnisse der Kommunalwahlen seit 1975 nach Stimmenanteilen dargestellt. Dabei werden nur Parteien und Wählergemeinschaften aufgeführt, die mindestens 1,95 % der Stimmen bei der jeweiligen Wahl erhalten haben.
| Jahr | CDU    | SPD    | Grüne1 | FDP    | UWG2   | Linke  | USF3   | AfD    |
| ---- | ------ | ------ | ------ | ------ | ------ | ------ | ------ | ------ |
| 1975 | 50,8 % | 31,1 % |        | 02,3 % | 15,1 % |        |        |        |
| 1979 | 46,3 % | 33,5 % |        | 03,1 % | 17,1 % |        |        |        |
| 1984 | 49,3 % | 35,1 % |        | 02,2 % | 13,4 % |        |        |        |
| 1989 | 41,8 % | 35,9 % | 05,5 % | 04,0 % | 12,6 % |        |        |        |
| 1994 | 46,4 % | 36,5 % | 07,4 % | 03,4 % | 06,4 % |        |        |        |
| 1999 | 61,0 % | 26,1 % | 07,2 % |        | 05,7 % |        |        |        |
| 2004 | 46,1 % | 23,0 % | 11,6 % | 10,8 % |        | 08,1 % |        |        |
| 2009 | 39,8 % | 23,0 % | 12,6 % | 15,6 % | 03,9 % | 3,8 %  |        |        |
| 2014 | 46,2 % | 25,8 % | 12,9 % | 06,2 % | 02,2 % | 4,1 %  | 2,4 %  |        |
| 2020 | 37,3 % | 18,1 % | 21,7 % | 11,6 % | 02,5 % | 02,7 % | 01,8 % | 04,4 % |

1 1989: Grüne, ab 1994: Bündnis 90/Die Grünen 2UWG: Unabhängige Wählergemeinschaft 3USF: Unabhängige Sozial Fair-Wählergemeinschaft

### Bürgermeister

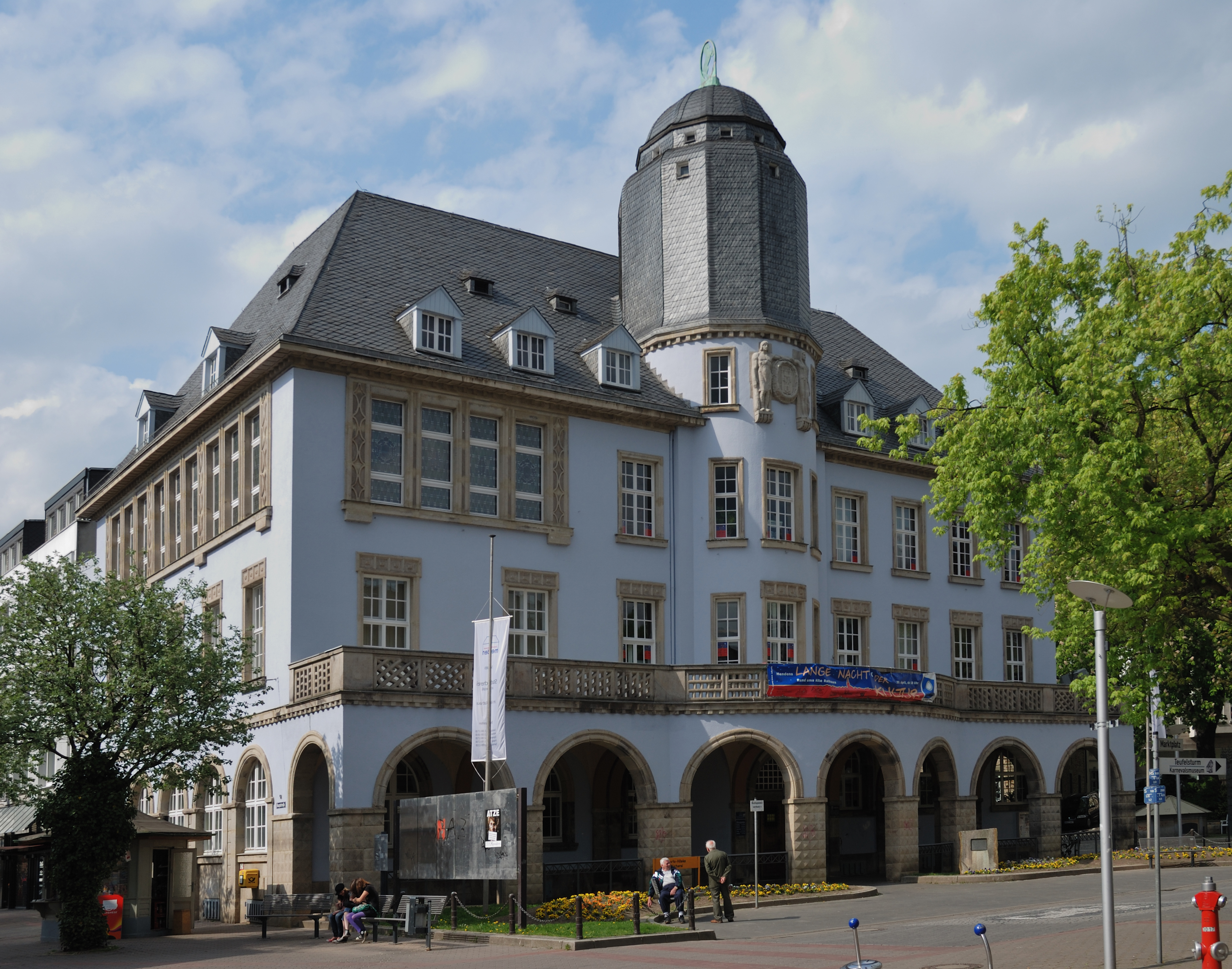
Altes Rathaus, erbaut 1914 nach Entwurf von Carl Moritz

Seit der kommunalen Neugliederung amtierten folgende Bürgermeister in der Stadt:
- 4. Januar 1975 bis 17. Oktober 1979: Max Schmitz, CDU (* 1. März 1899; † 29. Juli 1992)
- 17. Oktober 1979 bis 30. September 1984: Ernst Eisenberg, SPD (* 12. April 1916; † 27. Mai 1999)
- 30. September 1984 bis 1989: Volkhard Wrage, SPD (* 1944/45; † 08. Juli 2016)
- 1989 bis 16. Oktober 1994: Otto Weingarten, CDU (* 18. Mai 1921; † 19. Januar 2006)[59]
- 16. Oktober 1994 bis 29. August 2009: Rudolf Josef Düppe, CDU (* 23. Juli 1947) (ab 1. Oktober 1999 hauptamtlich)
- 30. August 2009 bis 20. Oktober 2015: Volker Fleige, SPD (* 14. Juni 1957), gewann die Bürgermeisterwahl gegen Rudolf Josef Düppe und wurde am 21. Oktober 2009 der zweite hauptamtliche Bürgermeister.
- 21. Oktober 2015 bis 31. Oktober 2020: Martin Wächter, CDU (* 15. November 1960), gewann die Bürgermeisterwahl in der Stichwahl gegen Volker Fleige und wurde am 21. Oktober 2015 der dritte hauptamtliche Bürgermeister.
- ab 1. November 2020: Roland Schröder (parteilos)[60]

### Wappen
Blasonierung
In schwarz einen weißen (silbernen) gezinnten Torturm mit beiderseits angebauten Erkern, im Torbogen ein gelbes (goldenes) Fallgitter, davor eine weiße (silberne) Zugbrücke.
Beschreibung
Das Wappen wurde am 2. Dezember 1975 genehmigt. Dasselbe Wappen führte die Stadt Menden (Sauerland) zuvor bereits seit dem 16. Juni 1911. Es stellt einen früheren Turm der Stadtbefestigung dar und erscheint in ähnlicher Form auf alten Siegeln, die bis ins Jahr 1316 zurückreichen. Die älteren Siegel hatten noch nicht das Fallgitter. In der Arnsberger Wappensammlung von 1700 ist das Wappen ebenfalls überliefert, dort jedoch mit goldenem Turm in rotem Feld. Schwarz und Silber, seit 1911 festgelegt, verweisen auf die Farben der ehemaligen kurkölnischen Landesherren.

### Städtepartnerschaften
Die früheste Städtepartnerschaft wurde 1964 durch den Rektor der Oesberner Grundschule, Karl-Heinz Dürwald, maßgeblich gegründet bzw. deren offizielle Gründung forciert.
Die erste und damit älteste Patenschaft Mendens wurde zwischen den Gemeinden Oesbern (seinem Heimatort) und Locon in Frankreich geschlossen.
Durch seine Vermittlung folgten:
1965 Lendringsen mit der Partnerschaft zu Aire-sur-la-Lys (Frankreich) und
1971 Schwitten mit Lestrem (Frankreich).
Kurz vor der kommunalen Neugliederung vereinbarte Halingen 1974 eine Partnerschaft mit Ardres, ebenfalls Frankreich. Diese Partnerschaften wurden nach der kommunalen Neugliederung fortgeführt.
Zu Ehren von Karl-Heinz Dürwald und seinem Engagement für den europäischen Gedanken wurde der Wanderweg zwischen Oesbern und Menden nach ihm benannt.
Neu hinzu kamen 1978 die Partnerschaft mit Braine-l’Alleud (Belgien), 1980 mit Flintshire (Vereinigtes Königreich), 1984 von Bösperde mit Marœuil (Frankreich) und 1992 mit Plungė (Litauen). Freundschaftliche Beziehungen unterhält Menden seit 1991 mit Eisenberg in Thüringen und seit 2000 mit Chalkida (Griechenland).

## Kultur und Sehenswürdigkeiten

### Schutzgebiete für die Natur
Das Stadtgebiet gehört teilweise zum Naturpark Sauerland-Rothaargebirge. Flächen außerhalb der bebauten Ortsteile und des Geltungsbereichs eines Bebauungsplans sind als Landschaftsschutzgebiet ausgewiesen, sofern kein höherer Schutzstatus wie beispielsweise Naturschutzgebiet (NSG) besteht. Im Stadtgebiet wurden die vier Naturschutzgebiete Luerwald und Bieberbach mit 534,54 ha, Abbabach mit 38,60 ha, Rothenberg mit 51 ha und Auf dem Stein mit 30,58 ha ausgewiesen.

### Musik

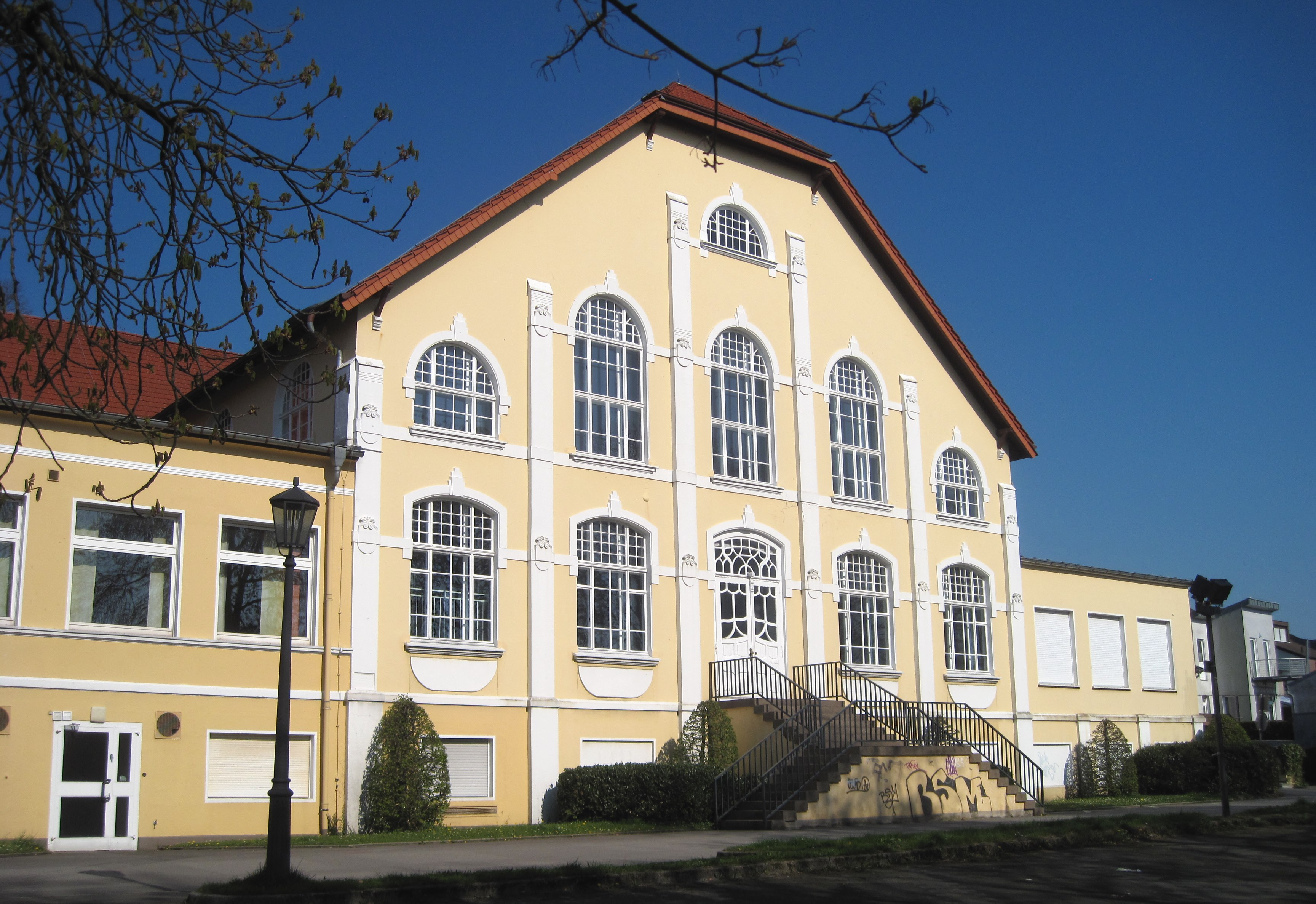
Städtischer Saalbau Wilhelmshöhe: Gebäudeteil mit Festsaal

In Menden war nach dem Zweiten Weltkrieg das Chorwesen mit eigenen Auftritten stark zurückgegangen. Man gründete zunächst einen Stadtverband, dem sich die örtlichen Vereine aber nicht anschlossen. 1947 kam es in Menden zur Gründung des Sängerkreises Hönne-Ruhr. Dieser wurde 2007 in Chorverband Hönne-Ruhr umbenannt und ist Mitglied im Chorverband Nordrhein-Westfalen. Leistungssingen des Sängerbundes Nordrhein-Westfalen e. V. wurden in den Jahren 1999, 2001, 2006 und 2010 vom ChorVerband Hönne-Ruhr in Kooperation mit dem Chor amante della musica menden im Städtischen Saalbau auf der Wilhelmshöhe ausgerichtet. Dem Hönne-Ruhr-Verband gehören 27 Mendener Gesangvereine an, von denen fast die Hälfte  Leistungsgesangsauszeichnungen erreicht haben.
Sogenannte „Knüppelmusik“ wird in Menden von fünf Spielmannszügen gespielt. Der älteste Spielmannszug Mendens ist der
Spielmannszug Schwitten, der 1899 gegründet wurde und 1900 erstmals Knüppelmusik spielte. Die Gründung des Spielmannszuges Halingen war 1902, die des Spielmannszuges Kolpingsfamilie 1909.
Konzertante, klassische und moderne Blasmusik wird von der Schützenkapelle Oesbern gespielt. Der Verein wurde 1913 gegründet und ist Gründungsmitglied des Volksmusikerbundes Nordrhein-Westfalen. Die Konzertstärke liegt bei etwa 40 Musikern. Das zum Verein gehörende Jugendorchester hatte 2002 seinen ersten öffentlichen Auftritt.

### Schützenwesen
Das Schützenwesen in Menden hat eine Vielzahl von Vereinen hervorgebracht. Ältester Schützenverein ist der Mendener Bürger-Schützen-Verein von 1604. Für 15 Silbergroschen Pachtzins wurde 1837 auf dem Schützenhof unterm Rothenberge in Menden das erste Schützenfest gefeiert. Zuvor gab es 1785 ein Volksfest mit Scheibenschießen und 1883 außerhalb der seinerzeitigen Stadt auf den Wiesen entlang der Hönne ein mit Statuten für das Schützenfest zu Menden vom Landrat genehmigtes Schützenfest.
2004 war der Verein anlässlich seines 400-jährigen Bestehens Ausrichter des Bundesschützenfestes des Sauerländer Schützenbundes. Weitere alte Vereine sind der Bürgerschützenverein Lendringsen 1857, die Schützenbruderschaft Sankt Sebastianus 1848 Schwitten und der Schützenverein Holzen-Bösperde-Landwehr 1857.

### Theater
Das Theater am Ziegelbrand wird von der Stadt Menden betrieben. Mit einem ehrenamtlich tätigen Ensemble wird ein jährlicher Spielplan umgesetzt. Dazu gehören in jeder Spielzeit zwei Schauspiele und Angebote der lesBar, einer Form szenischer Literaturpräsentation. Eine Kabarett- und eine Jazz-Reihe, die Schulkultur, Konzerte der Städtischen Musikschule sowie Angebote der Kunstschule runden das Programm ab.
Ein ehemaliges Fabrikgebäude ist die Heimat des ältesten Theaters der Stadt, des M.A.T. Mendener Amateur Theaters, das 1958 als „Laienspielschar der Katholischen Jugend St. Vincenz“ gegründet wurde, sich seit den 60er Jahren des letzten Jahrhunderts „Laienspielschar Mendener Jugendbühne“ nannte und seit 1970 den Namen „Mendener Amateur Theater“ trägt. Als der Theaterverein sich im Jahre 2000 entschloss, eine eigene Räumlichkeit in einer ehemaligen Fabrik anzumieten, fügte er als Untertitel die Bezeichnung „Theater aus der Fabrik“ hinzu. Im Jahre 2017 bezog das M.A.T. einen neuen Theaterraum, wiederum in einer ehemaligen Fabrik. Mit mehr als 10.000 ehrenamtlich geleisteten Arbeitsstunden wurde ein neues Theater mit 78 Sitzplätzen sowie ein kleineres Theater, das „MATchen“ geschaffen. Das M.A.T. bietet mit seinen mehr als 150 ehrenamtlich tätigen Mitgliedern Kindertheater, Märchen, Jugendtheater (Junges M.A.T.), Boulevardtheater, Kriminalstücke und Krimi-Dinner an.
Im Zimmertheater Scaramouche der Katastrophen Kultur unter dem Mendener Hallenbad mit 99 Plätzen gibt es Eigeninszenierungen und Fremdauftritte. Traditionell finden dort am ersten Weihnachtstag morgens die Weihnachtsmatinee und abends die Weihnachtsaufführung, eine Eigeninszenierung, statt. Für Kinder gibt es einen KidsClub. Der Puppenspieler Bodo Schulte machte dort seine ersten Schritte auf der Bühne.
Im Stadtteil Halingen spielt seit 1988 das Halinger Dorftheater. Der Saal befindet sich hinter einer Gaststätte und besitzt ein bäuerliches Ambiente. Die erste Aufführung war das Lustspiel Die verlorene Erbschaft; jährlich wird ein Schwank aufgeführt und von Januar bis April in über 30 Vorstellungen dargeboten.
In vielen Ortsteilen der Stadt haben sich darüber hinaus immer wieder Gruppen gefunden, die eigene Theateraufführungen anbieten.

### Museen

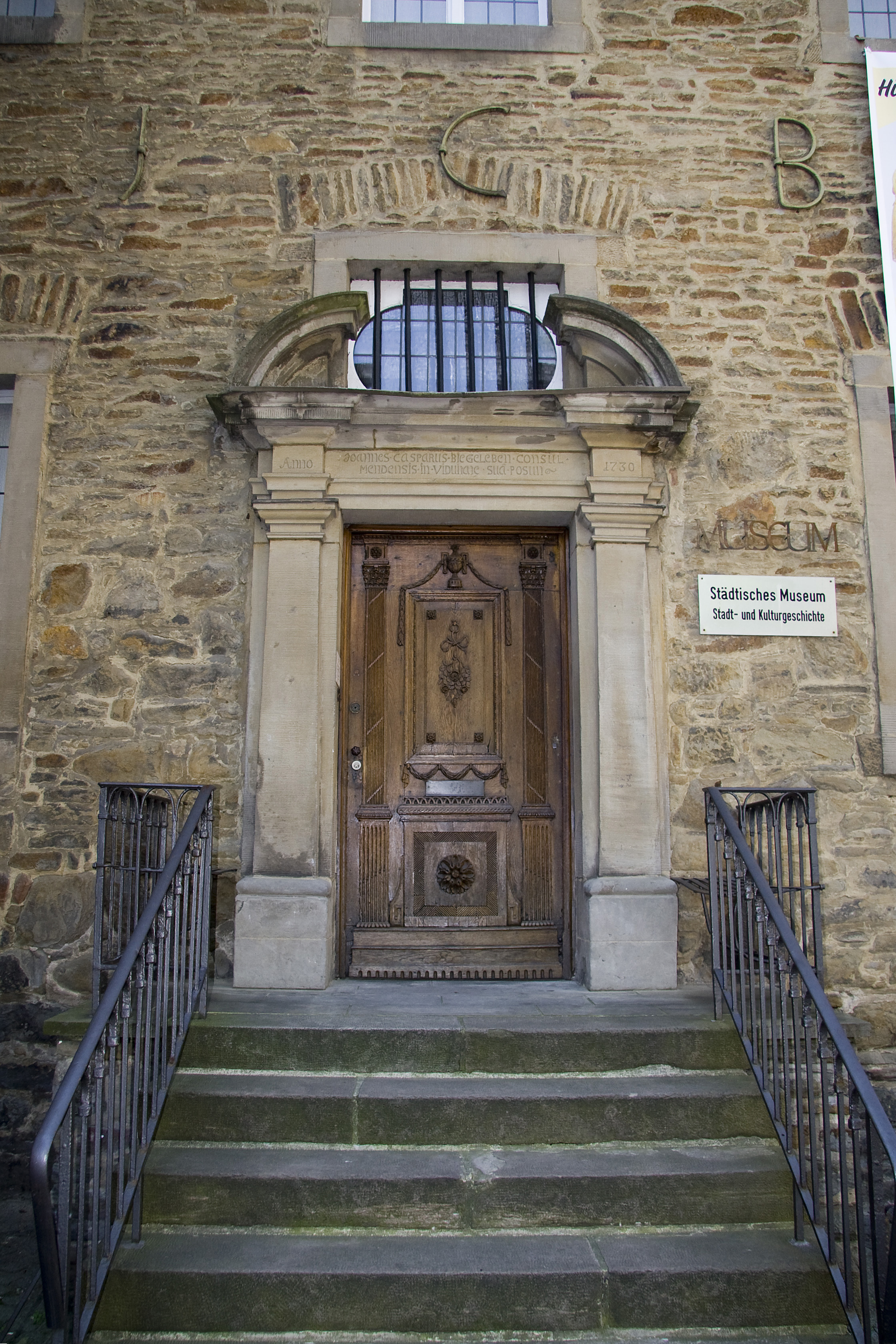
Städtisches Museum

Das Museum Menden wurde 1912 gegründet und zeichnet sich durch Sammlungstätigkeit in verschiedenen Richtungen aus. Es dokumentiert das Leben in der mittelalterlichen Stadt und zeigt die Einrichtung je eines für Menden charakteristischen Ackerbürger- und Patrizierhauses sowie einer alten Apotheke.
Ausgestellt sind unter anderem Knochenfunde aus der Vor- und Frühzeit mit einem vollständig erhaltenen Skelett eines Höhlenbären.
In dem 1710 erbauten, unter Denkmalschutz stehenden und aufwändig restaurierten Schmarotzerhaus werden seit 2018 die Werkstatt eines Nadlers, Möbel und Hausgeräte um 1840 gezeigt.
Ende 2019 wurde im Herrenhaus des Gutes Rödinghausen ein kleines Industriemuseum eröffnet.
Im denkmalgeschützten Teufelsturm befindet sich seit 1981 das Westfälische Karnevalsmuseum.

### Bauwerke
In der Stadt gibt es über 150 Baudenkmäler. Die Ruine der Burg Rodenberg ist das älteste erhaltene Bauwerk der Stadt Menden. Sie war eine Spornburg und Stammsitz der Herren von Rodenberg. Nach der Zerstörung 1301 wurde sie nicht wieder aufgebaut. 1951 bis 1955 fanden Ausgrabungen der Mauerreste statt.

Daneben gibt es in Menden eine Reihe historischer Sakralbauten, wie die römisch-katholische Pfarrkirche St. Vincenz, eine dreijochige Hallenkirche aus dem 14. Jahrhundert mit einem wuchtigen Westturm. Die Kirche wurde von 1868 bis 1871 durch ein Querschiff und einen neugotischen Chor nach spätgotischen Vorbildern erweitert. Das Innere enthält einen hölzernen Altaraufbau von 1628 und eine Muttergottes aus der zweiten Hälfte des 15. Jahrhunderts. Die Heilig-Geist-Kirche wurde von 1861 bis 1864 nach den Plänen des Architekten Heyden errichtet. Es handelt sich um eine neugotische Hallenkirche mit Westturm und Kleeblattchor. Von der zeitgenössischen Ausstattung blieb unter anderem der Orgelprospekt erhalten. 

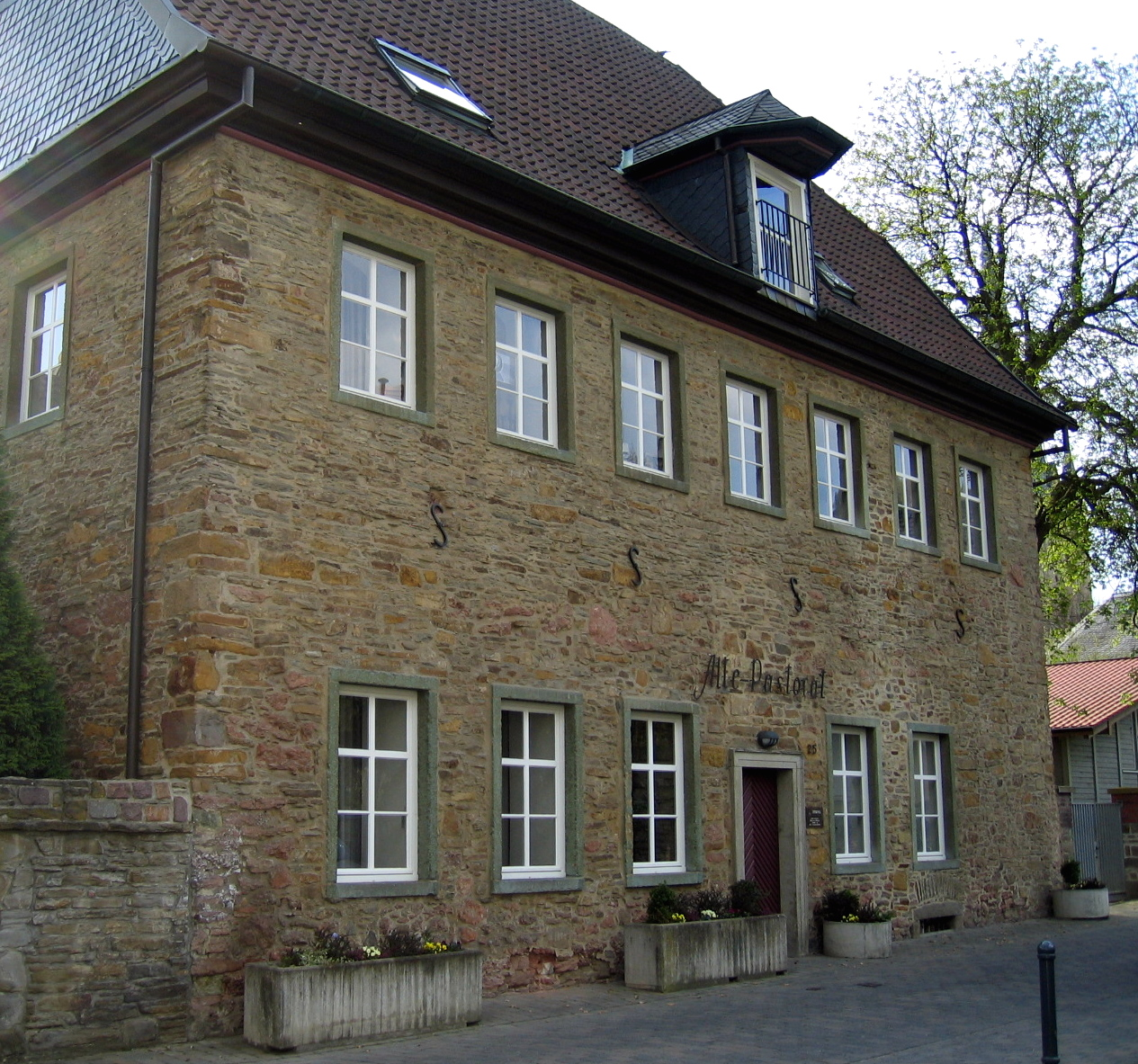
Altes Pastorat

Die Kapelle des Altenheims St. Vincenz ist ein gotisierender Saalbau mit Dachreiter, dessen Inneres mit Kreuzrippengewölben versehen ist. Reste der zeitgenössischen Ausstattung sind vorhanden. In den Komplex des sich anschließenden Altenheims wurde der Wohnbau eines aus dem Jahre 1717 stammenden Adelshofs einbezogen. Es ist ein stark umgebauter Putzbau mit schlichtem Barock-Portal. Es wurde ab 1862 von der St.-Vincenz-Gemeinde als Hospital, von 1910 an als Waisenhaus und wird seit 1974 als Altenheim genutzt.
Das ehemalige Hospital zum Heiligen Geist (Städtische Musikschule) entstand angeblich bereits um 1290. Die ältesten erhaltenen Teile des Gebäudes wurden wahrscheinlich im 14. und 15. Jahrhundert errichtet. Es handelt sich um einen Putzbau mit hohem Satteldach, der im 17. Jahrhundert verändert wurde. Ein Fachwerk-Giebel ist mit 1667 bezeichnet. An der Ostseite ist ein zweibahniges Maßwerkfenster von der einstigen Kapelle sichtbar geblieben. Beim Alten Pastorat handelt es sich um einen zweigeschossigen traufständigen Bruchsteinbau mit Fachwerkgiebel. Das Pfarrgebäude wurde in der Amtszeit des Pastors Stracke (1623–1650) nach dem ersten Stadtbrand im Jahr 1637 wiederaufgebaut. Beim verheerenden Stadtbrand von 1663 brannte das Gebäude erneut nieder, im selben Jahr begann der Wiederaufbau. Das Gebäude wurde erst im Jahr 1666 fertig gestellt. Das Krüppelwalmdach stammt aus dem Jahr 1733.
Das Alte Rathaus wurde 1911 und 1912 nach Entwurf des Kölner Architekten Carl Moritz errichtet. Es hat drei Geschosse und trägt mittig einen Turm. Stilistisch ist der Bau in die vom Jugendstil beeinflusste Reformarchitektur einzuordnen. Im Inneren ist der Originalzustand größtenteils erhalten, beispielsweise die geschwungene Treppe aus Kunststein im elliptischen Treppenhaus. Das Gebäude beherbergt heute städtische Institutionen, u. a. Stadtbücherei und Stadtarchiv.
Das ehemalige kurfürstliche Schloss Menden bzw. erzbischöfliche Amtshaus wurde um 1350 errichtet und später ausgebaut. 1789 wurde es von der Stadt angekauft und 1791 weitgehend abgetragen. Das an seiner Stelle um 1800 für die Familie Amecke erstellte Wohnhaus wurde 1979 für den Bau des Neuen Rathauses abgebrochen. Vorher befand sich darin die Schlossbrennerei Amecke Mönninghoff. Von der Anlage blieb lediglich der in einen Neubau einbezogene Rentschreiberturm aus dem 14. Jahrhundert erhalten. Der quadratische Bruchsteinbau besitzt ein erneuertes Fachwerk-Obergeschoss. Der polygonale Treppenturm wurde im 16. Jahrhundert angefügt.

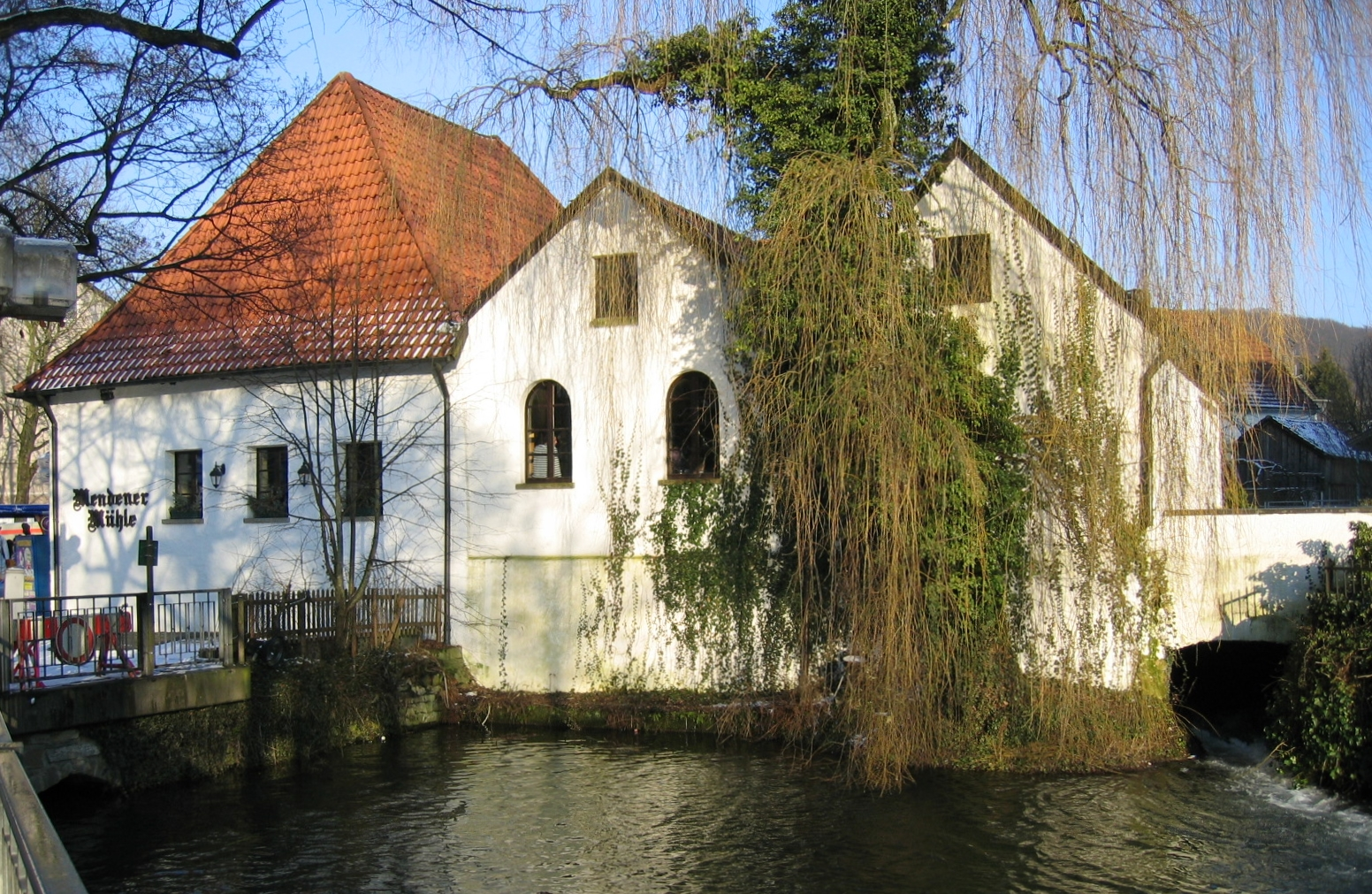
Schlossmühle mit Mühlenteich

Bei der Schlossmühle handelt es sich um einen zweigeschossigen Putzbau mit hohem Walmdach. Das Dachgeschoss verfügt über einen hölzernen Vorbau mit Flaschenzug. Die Mühle wurde vermutlich im 14. Jahrhundert errichtet. Der jetzige Bau stammt aus dem Anfang des 16. Jahrhunderts. Sie war mit einem Bannrecht ausgestattet; die Einwohner der Stadt und des Kirchspiels mussten damals ihr Korn in der Mühle mahlen lassen. Heute ist in dem Bauwerk eine Erlebnisgastronomie untergebracht.

#### Wohnbauten
In der Altstadt sind mehrere Fachwerkbauten aus dem 18. und 19. Jahrhundert erhalten, unter anderem in der Vinzenzstraße und in der Pastoratsstraße. Daneben gibt es noch einige ältere Massivbauten, so das um 1800 errichtete eingeschossige Giebelhaus mit Diele Apothekergasse 4 und das vor 1770 gebaute Giebelhaus mit Vorbau Gerberstraße 22. Das an der Frontseite verschieferte, klassizistische Giebelhaus mit Mansarddach Brandstraße 5 wurde 1801 durch den Ratsherrn und Tuchmacher Engelbert Lillotte erbaut. In der Nähe dieses Bauwerks steht das Fachwerk-Traufenhaus Brandstraße 23, das vermutlich 1712 errichtet wurde und im Kern noch älter sein soll.

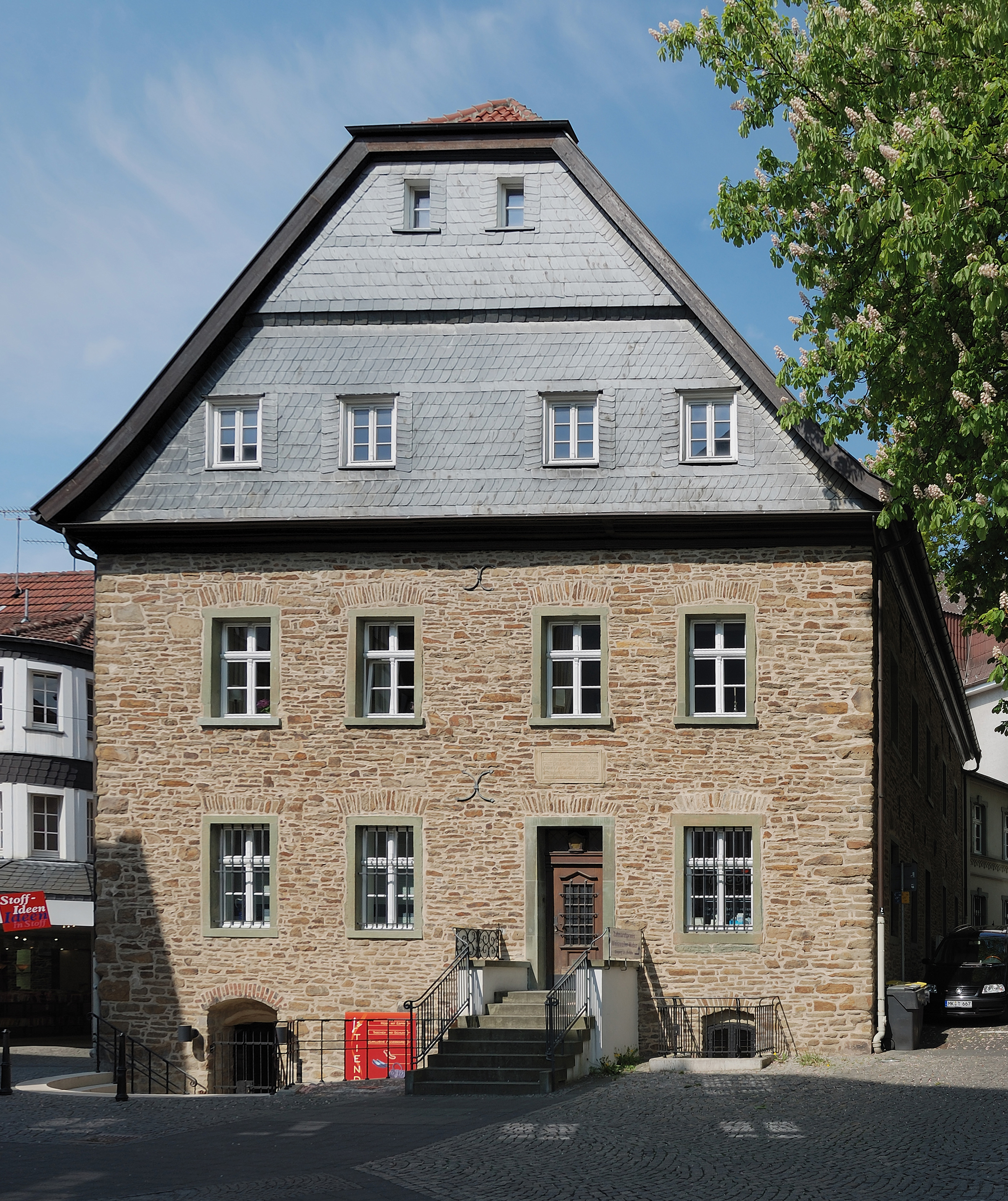
Alte Apotheke

Bei der Alten Apotheke handelt es sich um einen zweigeschossigen Bruchsteinbau mit Krüppelwalmdach. Eine Sanierung des Bauwerks in den Jahren 1995 bis 1997 förderte neue Details zur Geschichte des Hauses zu Tage. Das Gebäude stammt nicht, wie ursprünglich angenommen, aus dem Jahre 1710. Bei der Sanierung wurden fünf wesentliche Bauabschnitte nachgewiesen. Der älteste Befund stammt vermutlich aus dem Mittelalter. Anscheinend wurde das Haus durch einen Stadtbrand stark beschädigt. Johan Caspar Biggeleben vergrößerte im Jahr 1710 die überbaute Fläche und errichtete auf fünf Gewölben das bis heute bestehende Bauwerk.
Der 1571 durch den Richter Peter Schmittmann errichtete und im 17. Jahrhundert umgebaute Bruchsteinbau mit Fachwerkgiebel und Barockportal Kirchplatz 4, das sogenannte Schmittmann-Haus, hatte von 1864 bis 1886 die Funktion des Rathauses. An der Stadtmauer 5 steht eines der wenigen Gebäude, die als Schmarotzer-Häuser bezeichnet werden, da die gesamte Rückwand aus der ehemaligen mittelalterlichen Wehrmauer besteht. Das 1709 erbaute Fachwerkhaus war ein typisches Arme-Leute-Haus, das zumindest zwischenzeitlich einem armen Tagelöhners gehörte. Nach der Restaurierung des Gebäudes durch die von Peter Hoppe gegründete Stiftung Mendener Denkmal und Kultur werden dort neben der Dokumentation der Baugeschichte eine historische Schuhmacherwerkstatt, eine Schneiderwerkstatt sowie Küche und Schlafräume aus der Zeit vor etwa 100 Jahren eingerichtet.

#### Stadtbefestigung

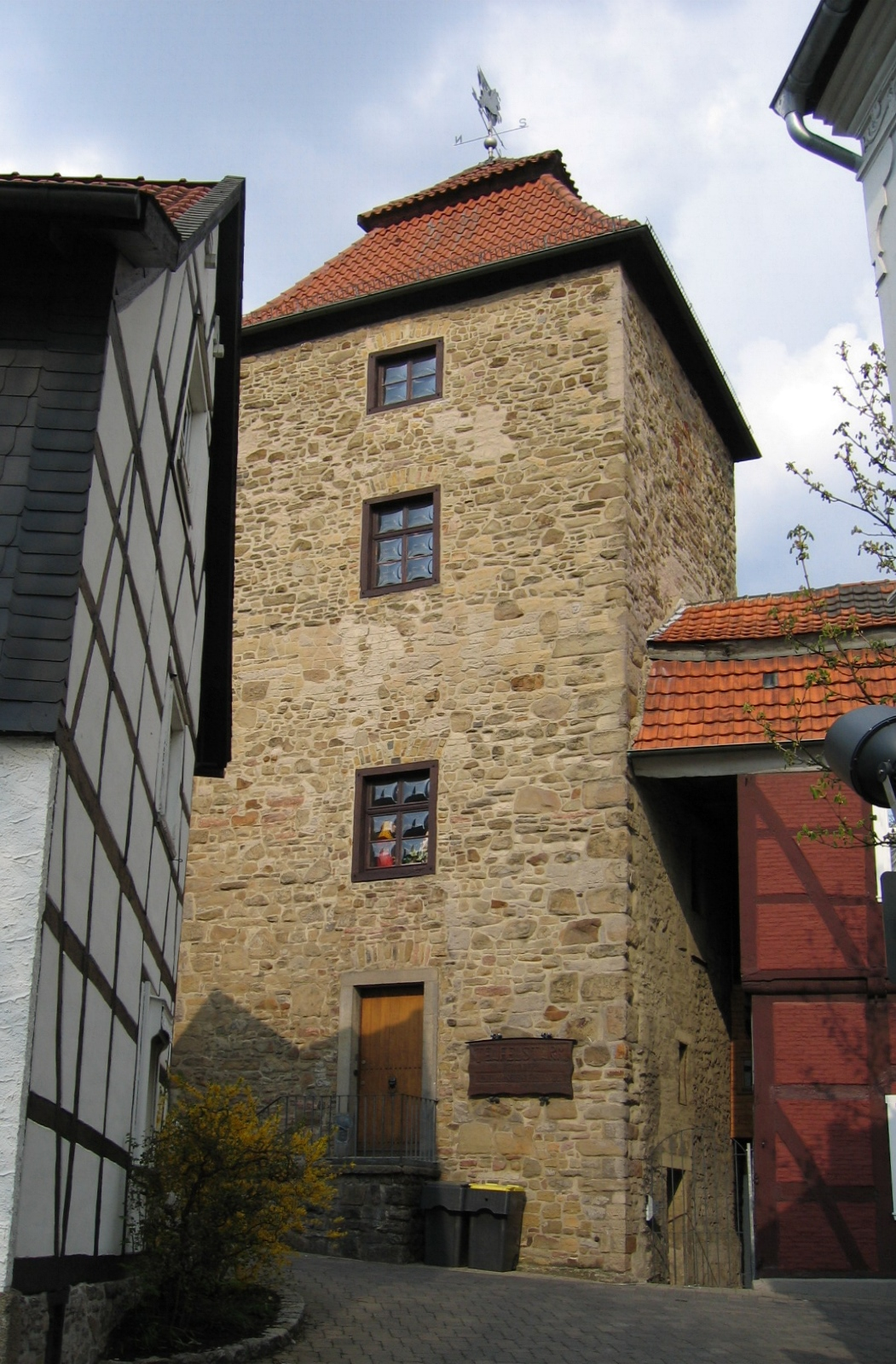
Westfälisches Karnevalsmuseum im Teufelsturm

Auf das Jahr 1344 datiert die erste urkundliche Erwähnung des Poenigeturms (Peinigerturm). Daneben gab es den Kumpeturm, den Düfelsturm (Teufelsturm), den Graueturm, den Widdenhoveturm, den Trumpeturm, den Schmalenturm, den Pulverturm, den Fillerturm, den Uedingturm und den Rentschreiberturm. Die Stadt hatte drei Tore, das Obristentor, das Niederstentor und das Mühlthor. Im Spätmittelalter entstanden die Kirche St. Vincenz, das Kornhaus, das Rentmeisterhaus und das Menkenwagd.
Von der mittelalterlichen Stadtmauer ist nur noch ein kleines freistehendes Stück mit Schießscharte zwischen den Häusern An der Stadtmauer 3 und An der Stadtmauer 5 vorhanden. Von den ehemals zwölf Türmen blieben der zwischen zwei Fachwerk-Traufenhäuser eingespannte Teufelsturm mit Mansarddach, der Poenigeturm und der Rentschreiberturm erhalten. Die Befestigung wurde etwa zwischen 1790 und 1813 abgebrochen.

#### Kriegsgefangenendenkmal

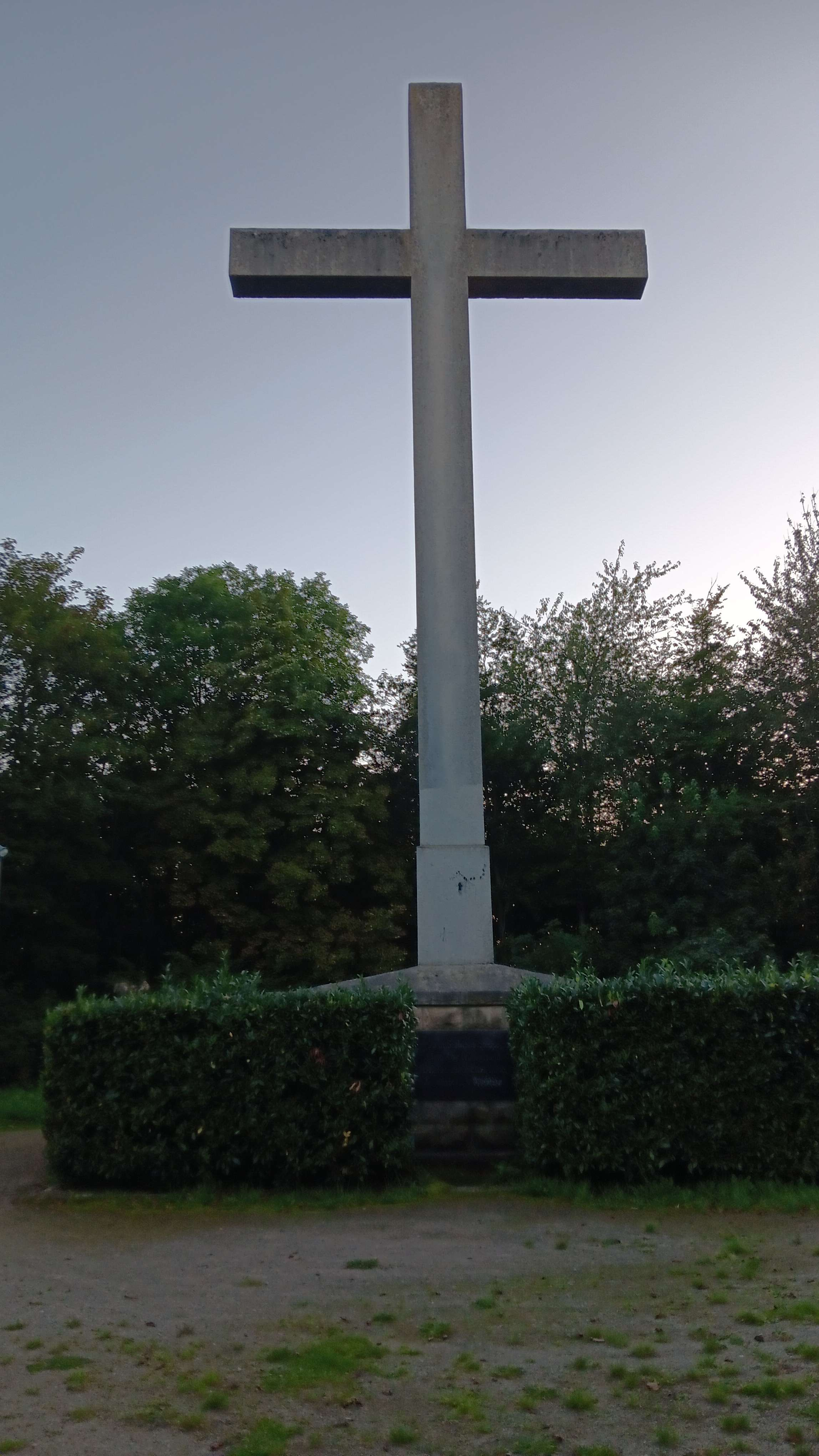
Das Galbusch Kreuz von Osten

Auf dem westlich der Innenstadt gelegenen Galbusch steht ein Mahnmal für die knapp 1,5 Millionen verstorbenen deutschen Kriegsgefangenen des Ersten und Zweiten Weltkriegs, das Galbusch Kreuz. Das 15,5 Meter hohe Betonkreuz wird nach Einbruch der Dunkelheit beleuchtet und ist dadurch prominent im nächtlichen Stadtbild zu sehen.

### Sport
In Menden existieren mehrere Handballvereine. Die SG Menden Sauerland Wölfe richtet jedes Jahr Anfang Januar mit dem Sauerland Cup eines der bedeutendsten Jugendturniere Deutschlands aus.
Im Fußball spielt der BSV Menden in der Bezirksliga. Daneben gibt es weitere, in der Kreisliga spielende Vereine. Der im Dezember 2007 vom VfL Platte Heide zum dritten Mal ausgetragene Hönne-Cup mit internationalen U-10-Fußballmannschaften wie KRC Genk, FC Basel, HBSC Berlin und Werder Bremen hat sich deutschlandweit etabliert.
Die Leichtathleten der Stadt sind in der Leichtathletikgemeinschaft (LG Menden) oder beim Marathon-Club Menden (MCM) organisiert. Drei zusammenarbeitende Vereine richten regelmäßig Wettkämpfe vor allem für Schüler und Jugendliche im Huckenohlstadion am Oesberner Weg aus. Auch für andere Sportarten wie Tennis, Schwimmen und Tauchen gibt es zahlreiche Vereine. Faustball wird beim TB Bösperde betrieben. Die Sportart Inline-Skaterhockey ist beim Mendener Skater Club Mambas vertreten. Die erste Herrenmannschaft und die erste Damenmannschaft spielen jeweils in der Ersten Bundesliga. Seine Spiele trägt der Club in Iserlohn-Sümmern aus, da Menden über keine geeignete Sportstätte für Inline-Skaterhockey verfügt.
In Menden-Barge ist die Luftsportgruppe Menden e. V. angesiedelt.
In den Sommermonaten sind das Freibad Leitmecke und das Naturbad im Lendringser Biebertal geöffnet.

### Wander- und Radwege
Menden besitzt ein ausgedehntes Wanderwegenetz, das von der Ortsabteilung des Sauerländischen Gebirgsvereins betreut wird. Zu den Fernwanderwegen gehört der 126 Kilometer lange Christine-Koch-Weg (Hauptwanderstrecke X18), der im Mendener Ortszentrum beginnt und in Bad Laasphe endet. Durch den historischen Ortskern führt die Hauptwanderstrecke XR des 245 Kilometer langen Ruhrhöhenweges. Die regionalen, mit ┻, △, > und ◇ bezeichneten Wanderwege, führen von Menden in das südliche und östliche Sauerland.
Zu den lokalen Ortswanderwegen gehören die Autofahrerrundwanderwege A1 bis A10, von denen eine Vielzahl im Waldgebiet Waldemei verläuft sowie weitere Rundwanderwege im gesamten Stadtgebiet, die mit den Wegzeichen ① bis ⑥ markiert sind. Der überregionale RuhrtalRadweg führt durch das Stadtgebiet.

### Regelmäßige Veranstaltungen

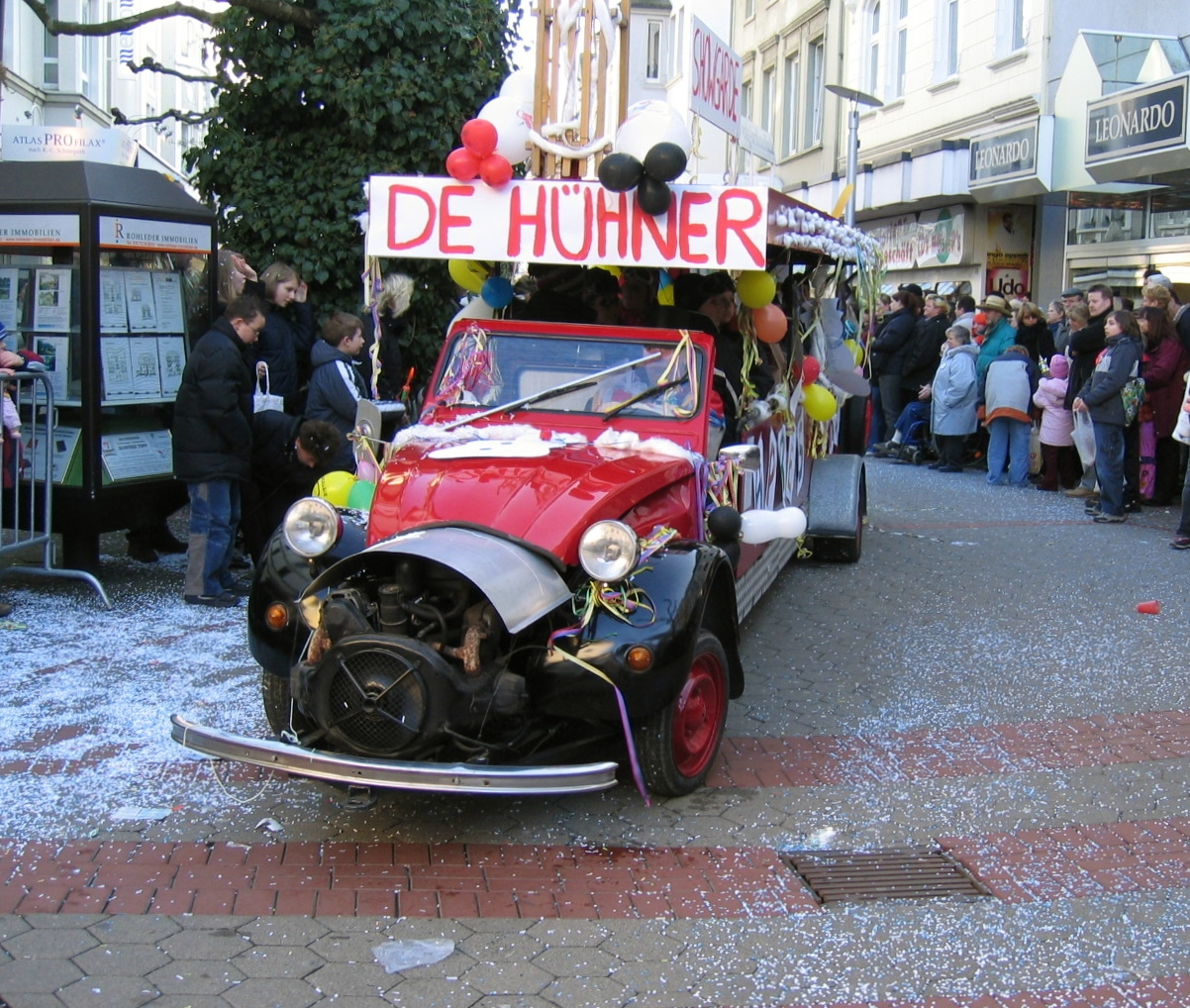
Karnevalsumzug 2005

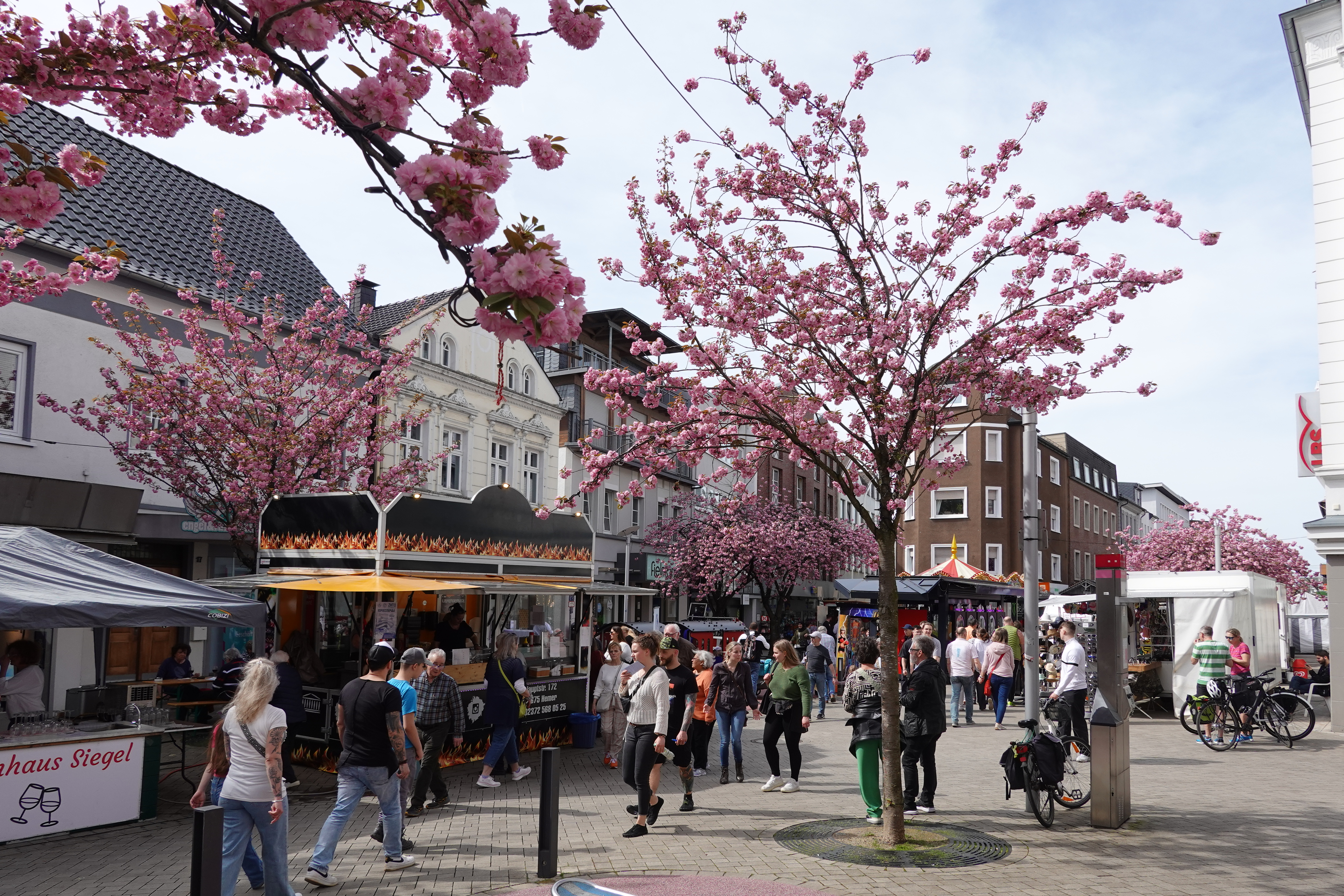
Mendener Frühling 2024

Die erste größere regelmäßige Veranstaltung im Jahr ist der Karnevalsumzug. Karneval wurde in Menden bereits vor 1700 urkundlich erwähnt. Die Fastnacht als ältestes Volksbrauchtum ist noch wesentlich älter. Am Tulpensonntag findet alljährlich der traditionelle Umzug durch die Innenstadt mit Motivwagen, Kapellen, Tanzgruppierungen und Fußgruppen statt.
Ebenfalls in der ersten Jahreshälfte veranstaltet Lendringsen den Lendringser Frühling, ein Stadtteilfest, das 1988 erstmals stattfand. Es wird von der Lendringser Werbegemeinschaft organisiert und ist meistens mit einem verkaufsoffenen Sonntag verbunden. Traditionell beginnt das Fest mit einem Fassanstich.
Die Karfreitagsprozession Mendener Kreuztracht ist ein Brauch, der bis in das 17. Jahrhundert zurückgeht. Von der St.-Vincenz-Kirche geht es entlang des Kreuzweges durch die Stadt zur St.-Antonius-Kapelle auf dem Rodenberg, vorbei an 14 Stationen mit Heiligenhäuschen und Gedenksteinen. Im Jahr 2008 fanden die Prozessionen stündlich von Gründonnerstag 21 Uhr bis Karsamstag 6 Uhr statt. Die Kreuzwegstrecke war etwa 2,5 Kilometer lang.
Es ist nicht überliefert, wann die erste Pfingstkirmes in Menden stattfand. Es wird vermutet, dass sie aus dem Mendener Krammarkt entstand, der sich anlässlich der Pfingstprozessionen um das 18. Jahrhundert entwickelt hatte. Die alljährlich in der gesamten Innenstadt stattfindende Kirmes beginnt am Samstag vor Pfingsten und endet dienstags mit einem Höhenfeuerwerk. Der langen Tradition verbunden, wurde während der Pfingstkirmes 2009 neben dem Alten Rathaus ein sechs Zentner schweres nostalgisches Karussellpferd aus Bronze als Kirmesdenkmal aufgestellt.
Bei der Kulturreihe Mendener Sommer handelt es sich um mehrere im Freien stattfindende Veranstaltungen verschiedener nationaler und internationaler Musikkünstler und Musikgruppen. Die kostenlosen, vom Kulturamt organisierten Veranstaltungen finden vorwiegend in den Monaten Juli und August im Zentrum statt. Der erste Kultursommer 1984 war wegen des Konzeptes anfangs umstritten.
Zum 25. Mal fand im Jahr 2019 im Zentrum Menden à la carte statt. Dieses Sommerfest ist kulturell und kulinarisch geprägt, findet von Freitag bis Sonntag statt und wird vom Initiativkreis Mendener Wirtschaft veranstaltet.
Der Mendener Frühlings- und Mittelaltermarkt, sowie der Mendener Herbst (ein Handwerker-, Kunstgewerbe- und Trödelmarkt) sowie der Mendener Winter zählen außerdem zu den regelmäßigen Veranstaltungen in Menden. Das erste Stadtfest dieser Art fand 1982 statt. Ausgerichtet werden diese Feste von der StadtMarketing Menden GmbH. Bis ins Jahr 2019 wurden diese Veranstaltungen durch die Mendener Werbegemeinschaft unter organisatorischer Begleitung der Stadt Menden ausgerichtet. Seit 1994 ist dem Mendener Herbst ein Bauernmarkt angeschlossen.

## Wirtschaft und Infrastruktur

### Entwicklung
Enge wirtschaftliche Verflechtungen bestanden bereits früh mit der Grafschaft Mark. Insbesondere in der Metallverarbeitung wurde vielfach märkischen Vorbildern gefolgt. In der frühen Neuzeit war in Menden die Herstellung von Nadeln weit verbreitet. Dieses Gewerbe ging auf Johann Heinrich Törnig aus Köln zurück, der sich in Menden 1695 etablierte. Zeitweise arbeiteten 300 Nadler teilweise für Händler aus Iserlohn und Altena. Dieses Gewerbe war durch die industrielle Konkurrenz in Menden bereits im frühen 19. Jahrhundert weitgehend verschwunden.
1789/90 gründete der Iserlohner Fabrikant Adolf Friedrich Basse in Menden einen Seidenproduktionsbetrieb mit 180 Arbeitern und 45 Web- und Spinnstühlen im Jahre 1801. Um 1800 waren etwa 100 Personen in der Nadelfabrikation beschäftigt. Daneben gab es ein bis um 1820 blühendes Tuchmachergewerbe.
Mitte des 19. Jahrhunderts gab es 27 bergamtlich konzessionierte Bergbaubetriebe, 16 davon im Lendringser Raum. Es ist jedoch von einer eher unbedeutenden wirtschaftlichen Bedeutung auszugehen, da darüber kaum Nachrichten vorliegen.
1826 entstand das Walzwerk in Rödinghausen, 1827 das Neuwalzwerk in Bösperde und 1835 das Puddel- und Walzwerk an der Hönne. Die Firma Schmöle & Romberg (Carl Schmöle & Wilhelm Romberg) errichtete 1834 in Menden am Hönnenwerth ein Walz- und Drahtwerk für Messingblech, um die Wasserkraft der Hönne auszunutzen.
In der Folge entstanden die Firmen R & G Schmöle sowie Schmöle & Comp., die lange Jahre die wirtschaftliche Entwicklung in Menden prägten. Nach dem Verkauf von R & G Schmöle an Kabelmetal (heute KME SE) im Jahr 1989 kam es in den folgenden Jahren zu einer nahezu vollständigen Schließung des Werkstandortes Menden (Ausnahme: das kurz vor der Übernahme neu errichtete Rohrwerk). Im Juni 1998 wurde der Fabrikbereich an der Hönne abgerissen, um dem neuen Ortsteil Hönneinsel Platz zu machen. Die Entwicklung der Hönneinsel war einer der tragenden Gründe für den Niedergang der Sparkasse Menden.
Mitte des 19. Jahrhunderts (1850) wurde in Menden von Heinrich Kissing das Unternehmen Kissing gegründet, das nunmehr in fünfter Generation seit über 150 Jahren unter anderem Medaillen, religiöse Devotionalien und Hostienbackgeräte entwickelt und produziert.
1861 erfolgte die Gründung der Stadtwerke Menden und 1890 des Eisenwerks Rödinghausen Lendringsen (ERL), das nach 108 Jahren, am 21. Mai 1998, geschlossen und später abgerissen wurde. Ab 1894 gab es Planungen für das Wasserwerk Horlecke, das 1901 gebaut und 1977 stillgelegt wurde. Heute noch in Betrieb ist das seit 1889 zu den Rheinisch-Westfälischen Kalkwerken in Wuppertal-Dornap gehörende Kalkwerk Hönnetal. Die Rheinisch-Westfälischen Kalkwerke gehören seit 1999 zur Unternehmensgruppe Rheinkalk.
Im Mendener Ortsteil Hüingsen gründete sich 1911 die heutige etwa 2300 Mitarbeiter beschäftigende Unternehmensgruppe OBO Bettermann, der mehr als 30 Tochtergesellschaften in Europa und Übersee angehören. OBO ist ein mittelständisches Unternehmen und auf dem Gebiet der Elektro- und Gebäudeinstallationstechnik tätig. Zu einem weiteren großen Arbeitgeber Mendens zählt der Armaturenhersteller Kludi, dessen Unternehmensgeschichte bis in das Jahr 1926 zurückgeht.

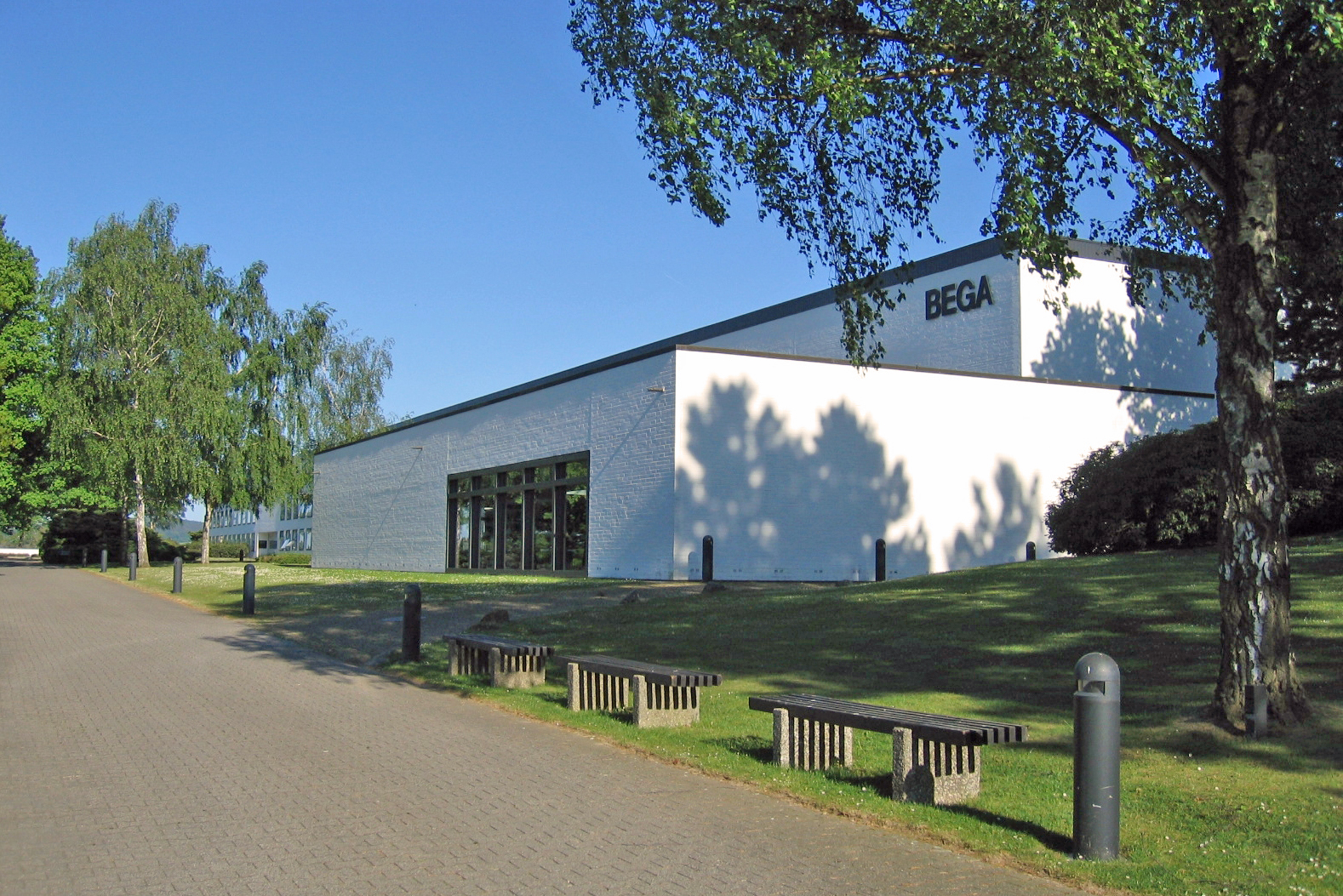
BEGA-Verwaltungsgebäude

Das 2009 in Deutschland zu einem der größten Hersteller für Außenleuchten gehörende Unternehmen BEGA begann Ende 1945 im nordwestlichen Stadtgebiet nahe dem Ortsteil Halingen mit fünf Mitarbeitern die erste Serienproduktion von Leuchten. In den 1980er Jahren beschäftigte das Unternehmen bereits 500 Mitarbeiter. In den Folgejahren wurden die Produktionsstätten erweitert. Mit Fruchtsäften wurde das Mendener Unternehmen Amecke über die Grenzen Mendens hinaus bekannt. Gegründet wurde es 1947 als Produktionsbetrieb alkoholischer Getränke. Heute werden in dem mittelständischen Familienbetrieb mit etwa 70 Mitarbeitern für den deutschen und österreichischen Markt Säfte produziert. Zu einem jüngeren mittelständischen Unternehmen, das Arbeitgeber für etwa 400 Mitarbeiter ist, gehört die HJS Fahrzeugtechnik. HJS entwickelte in den 1980er Jahren als erster Anbieter Nachrüstkonzepte für Drei-Wege-Katalysatoren.
1994 begannen im Mendener Ortsteil Platte Heide die Bauarbeiten für das 2009 größte Elektromotorlager der Welt der Firma ABB. Die anfangs vorhandenen 300 Palettenstellplätze erhöhten sich in 15 Jahren durch Erweiterung von Lagerhallen auf 30.000 Palettenstellplätze und 34.000 Behältnisstellplätze. Ebenfalls im Ortsteil Platte Heide befindet sich ein ehemaliger Standort der AEG für Bergbautechnik, der 1996 von der Bad Mergentheimer Gruppe Bartec übernommen wurde. Vertreten sind die Unternehmenssparten Sicherheitsschaltanlagen und Elektrotechnik für den Bergbau. 2021 wurde der Bereich für sicherheitsrelevante Elektrotechnik für den Untertagebau und Industrie an die Beteiligungsgesellschaft FairCap GmbH verkauft. Der neue Firmenname ist EXPROTEC GmbH. Der Bereich Mess- und Regeltechnik ist bei der BARTEC Sicherheits-Schaltanlagen GmbH verblieben.
Im Jahr 2002 wurde das Städtenetz ins Leben gerufen. Hierbei handelt es sich um eine Wirtschafts-Initiative Nord e. V. (WIN) genannte Vereinigung, zu denen die Städte Balve, Hemer, Iserlohn und Menden gehören und das sich als Zweckbündnis zur Stärkung der Region im Norden des Märkischen Kreises durch gemeinsame Aktivitäten versteht. Der Ausbau der Region als attraktiver Wirtschafts-, Freizeit- und Kulturstandort soll die überregionale Konkurrenzfähigkeit sichern.

### Verkehr

#### Straßenverkehr
In Menden kreuzen sich die beiden Bundesstraßen 7 und 515. Die B 515 verbindet als Nord-Süd-Strecke das Hönnetal mit dem Ruhrgebiet und die B 7 die größeren westlich gelegenen Städte wie Hagen und Iserlohn mit dem östlich gelegenen Arnsberg. Auf Grund des starken Transitverkehrs durch die Innenstadt, wo sich B 7 und B 515 kreuzen, wurde zur Entlastung die Westtangente gebaut und die Innenstadt zur Fußgängerzone erklärt. In den 1990er Jahren wurde die Westtangente Richtung Süden verlängert, um den LKW-Verkehr aus Lendringsen fernzuhalten. Seit einigen Jahren werden kontroverse Diskussionen um den Lückenschluss zwischen der in Iserlohn endenden A 46 und der in Arnsberg endenden A 445/A 46 geführt.

#### Schienenverkehr

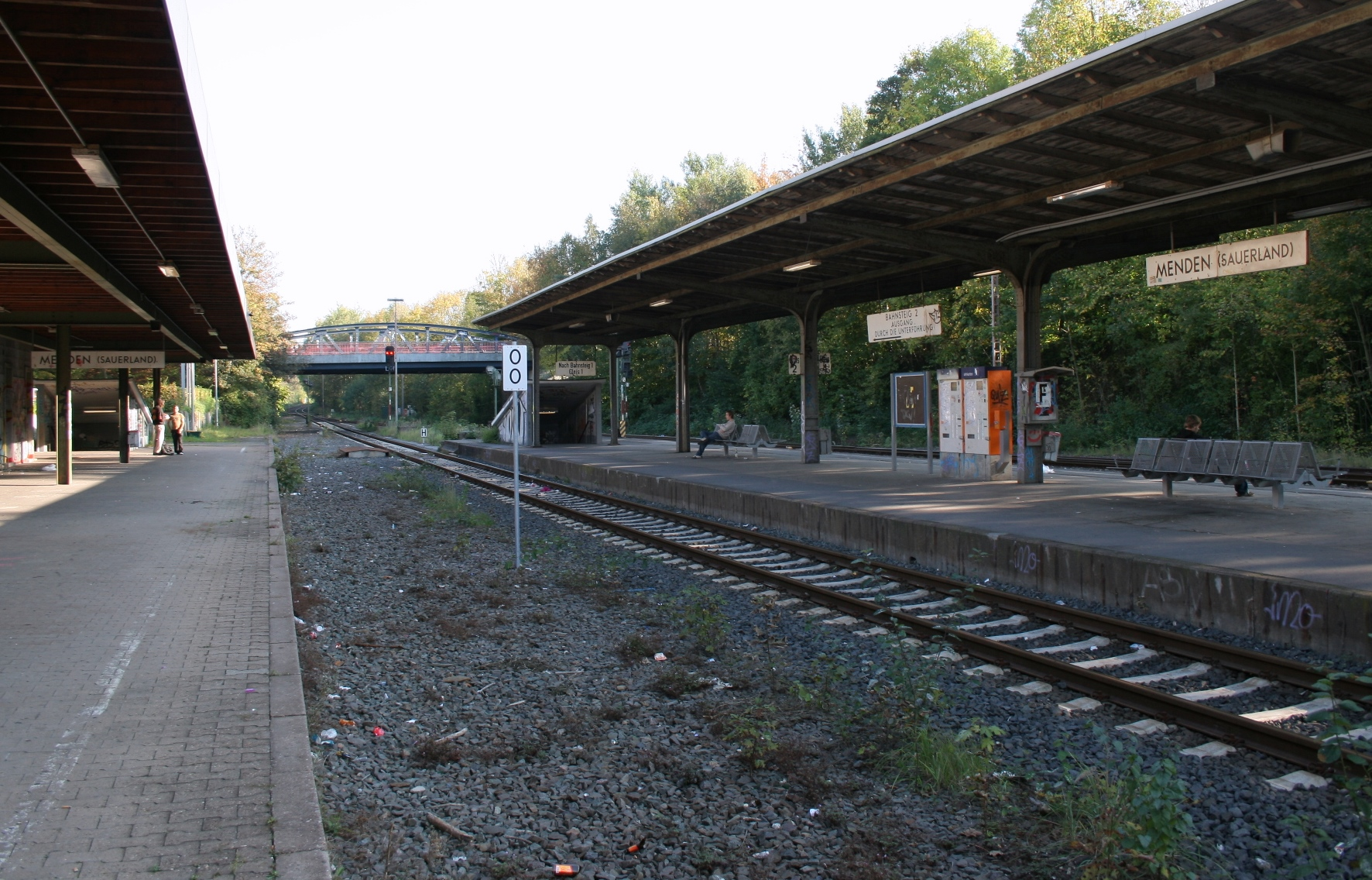
Bahnhof

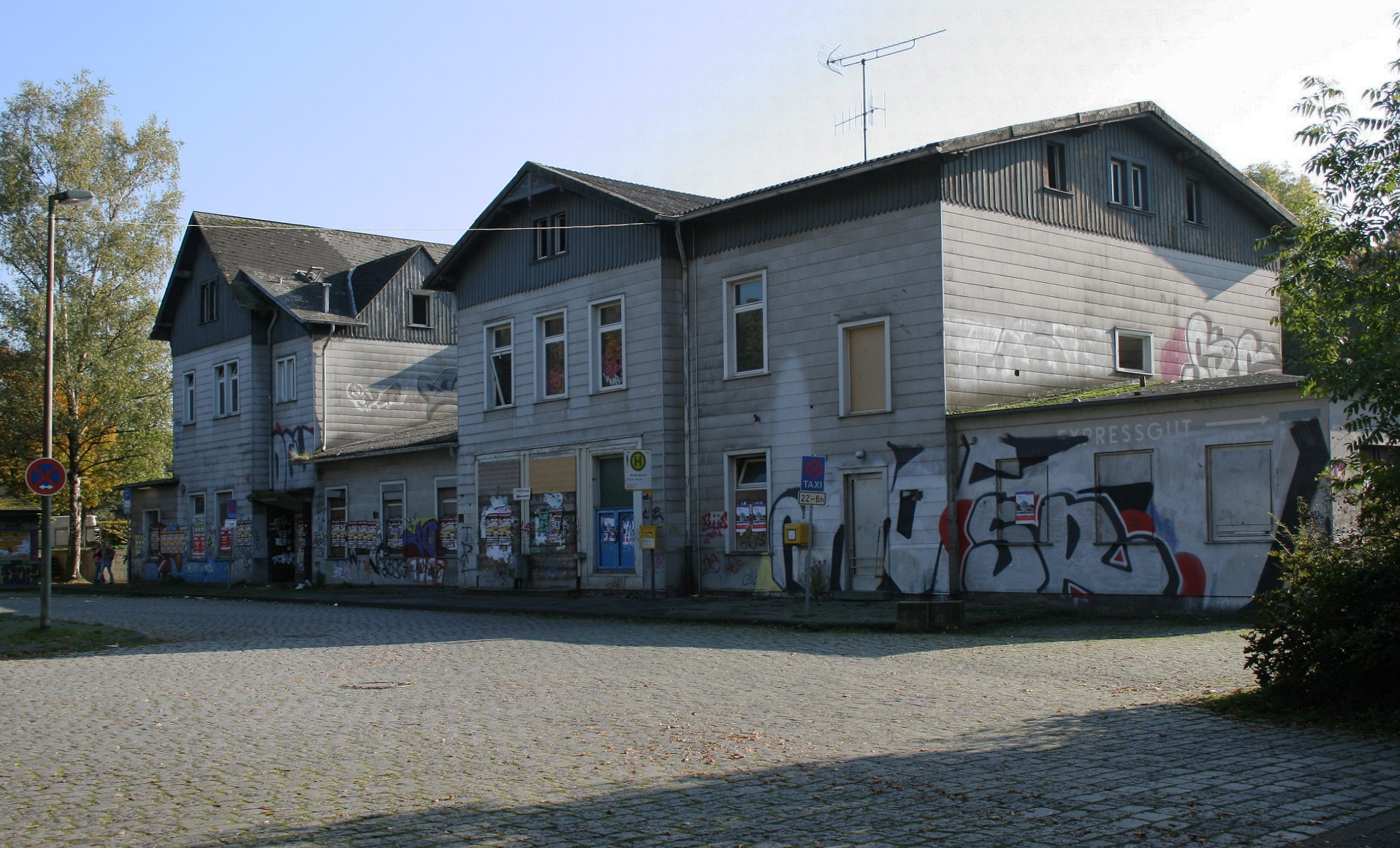
Ehemaliges Bahnhofsgebäude

Im Stadtgebiet verlaufen die beiden Schienenwege mit den Streckennummern 2850 (Hemer–Menden (Sauerland)–Fröndenberg/Ruhr) und 2853 (Menden (Sauerland)–Balve). Parallel zur Strecke nach Balve ist im Mendener Süden über einige Kilometer ein Industriegleis für den Abtransport von Kalkstein trassiert, der im Oberrödinghausener Kalkwerk Hönnetal gewonnen wird. Daneben findet kein weiterer regelmäßiger Güterverkehr auf der Schiene statt.
Die Hönnetalbahn von Unna nach Neuenrade bietet momentan den einzigen Schienenpersonennahverkehr in der Stadt. Sie verläuft in Menden entlang der Hönne und bedient im Stundentakt vier Bahnstationen im Stadtgebiet: (von Süden nach Norden) Lendringsen, Menden (Sauerland) Süd, Menden (Sauerland) und Bösperde.
Bis 1989 war die Bahnstrecke Letmathe–Fröndenberg im Personenverkehr von Menden über Hemer und Iserlohn nach Letmathe befahrbar. Der Betrieb bis Hemer wurde 2007 eingestellt. Seit Herbst 2008 erwog die Rhein-Sieg-Eisenbahn (RSE) eine Reaktivierung, da die Gleise zu dem Zeitpunkt noch nicht abgebaut waren. Die Stadt Hemer hat die Strecke jedoch in einen Radweg umgebaut; die Trasse ist im Bahnhof Iserlohn unterbrochen und nicht mehr durchgehend befahrbar. Das historische Bahnhofsgebäude in Menden wurde 2012 abgebrochen.

#### Busverkehr
Die Stadt gehört zum Westfalentarif. Der Busverkehr wird heute überwiegend von der Märkischen Verkehrsgesellschaft (MVG) und der Busverkehr Ruhr-Sieg (BRS) sowie dem Bürgerbus Menden durchgeführt.

#### Schiffsverkehr
Die Gewässer im Stadtgebiet sind nicht schiffbar. Der nächste Binnenhafen ist der Hafen Dortmund.

#### Flugplätze
Im Nordosten des Stadtgebiets liegt das Segelfluggelände Menden-Barge, rund fünf Kilometer nordöstlich, hinter der Stadtgrenze zu Arnsberg, der Verkehrsflugplatz Arnsberg-Menden. Der nächste Flughafen ist in Dortmund.

### Medien
Seit April 2010 ist die Westfalenpost die einzige lokale Tageszeitung. Die letzte Ausgabe der Mendener Zeitung erschien am 31. März 2010.

### Öffentliche Einrichtungen
Das Amtsgericht Menden ist für die Städte Menden (Sauerland) und Balve zuständig. Es gehört zum Landgerichtsbezirk Arnsberg. Für Arbeitsrechtssachen in Menden ist das Arbeitsgericht Iserlohn zuständig, für Verwaltungsrechtssachen das Verwaltungsgericht Arnsberg.
In Menden befindet sich eine Polizeiwache der Kreispolizeibehörde Märkischer Kreis und im selben Gebäudeblock eine Nebenstelle des Fachbereichs Gesundheitsdienste und Verbraucherschutz des Kreises. Weiterhin gibt es eine Geschäftsstelle der Agentur für Arbeit Iserlohn. Das örtliche St. Vincenz Krankenhaus hat 177 Betten.

### Bildung

#### Tageseinrichtungen für Kinder
Im Gebiet der Stadt Menden (Sauerland) befinden sich insgesamt 26 Tageseinrichtungen für Kinder, davon sind 16 Kindergärten und 10 Kindertagesstätten. 7 Einrichtungen werden in städtischer und 19 in freier Trägerschaft geführt.

#### Grundschulen
Im Gebiet der Stadt Menden (Sauerland) gibt es sechs städtische Grundschulen. Gemeinschaftsgrundschulen sind der Grundschulverband An der Bieber mit Teilstandorten Bischof-von-Ketteler-Schule Lendringsen und Adolf-Kolping-Schule Hüingsen, die Albert-Schweitzer-Schule Lahrfeld mit dem Teilstandort St.-Michael-Schule Schwitten, die Städtische Gemeinschaftsgrundschule Platte Heide mit Teilstandorten Anne-Frank-Schule und Bodelschwinghschule Platte Heide und die Nikolaus-Groß-Schule Bösperde.
Die Josefschule Lendringsen und die Josefschule Menden sind katholische Grundschulen.

#### Weiterführende Schulen
Im Gebiet der Stadt gibt es eine Gesamtschule, ein städtisches und ein privates Gymnasium, eine Realschule und vier Berufskollegs. Die Gesamtschule sowie die Realschule und eines der beiden Gymnasien befinden sich in der Trägerschaft der Stadt Menden. Zwei Berufskollegs sind in Trägerschaft des Märkischen Kreises. Die katholische Ordensgemeinschaft Schwestern der hl. Maria Magdalena Postel sind Träger des Privatgymnasiums Walburgisgymnasium Menden, das seit 2012 auch einen Realschulzweig führt, sowie des Placida-Viel-Berufskollegs. Des Weiteren ist eine Außenstelle des Rahel-Varnhagen-Kollegs der Stadt Hagen vorzufinden. 2012 eröffnete die Stadt auf dem Gelände der auslaufenden Hauptschule „Am Gelben Morgen“ die Städtische Gesamtschule Menden, die 2015 um Gebäude der Realschule erweitert wurde. 2018 kam noch ein Neubau für die Oberstufe hinzu.
2015 fusionierten das Walram-Gymnasium und das Heilig-Geist-Gymnasium zum Städtischen Gymnasium an der Hönne. Das städtische Gymnasium an der Hönne ist für das Schuljahr 2023/2024 als Bündelungsgymnasium ausgewiesen.
Der Märkische Kreis ist in Trägerschaft des Berufskollegs für Technik, Sozial- und Gesundheitswesen, Ernährung und Hauswirtschaft und des Kaufmännischen Berufskollegs. Das Kaufmännische Berufskolleg wurde nach Iserlohn verlegt und hat seinen Standort an der Werler Str. an das Hönne-Berufskolleg Menden abgegeben.
Bis 2009 hatte die Regenbogenschule eine Förderschule mit dem Schwerpunkt Sprache ihren Standort in Menden.

#### Städtische Musikschule

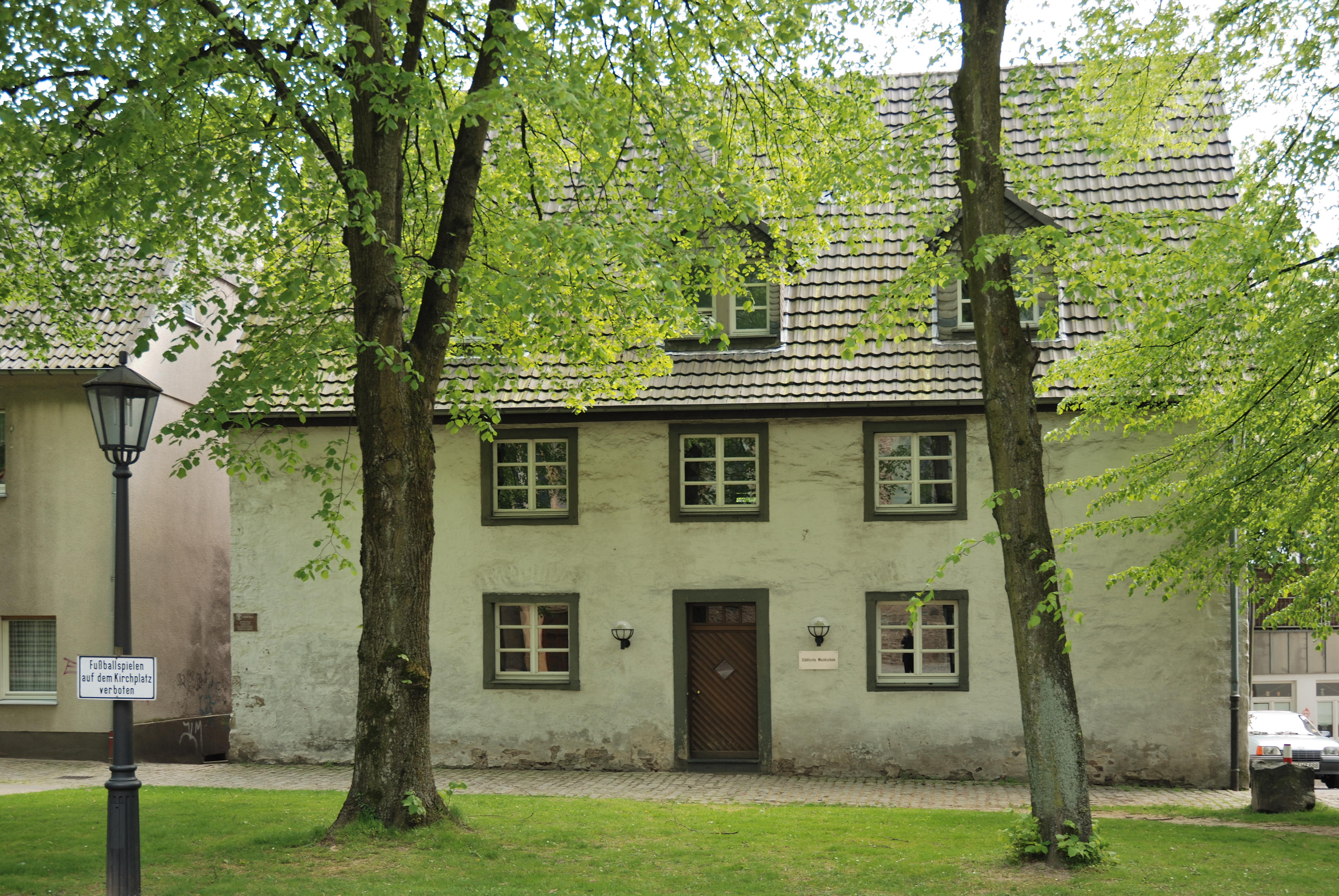
Hospiz Zum Heiligen Geist

Die städtische Musikschule war bis zum Jahr 2015 im ehemaligen Hospiz Zum Heiligen Geist untergebracht, einem unter Denkmalschutz stehenden Gebäude, das Ende des 13. Jahrhunderts in gotischem Stil erbaut wurde. Nach dem Brand von 1663 wurde es erneuert und erweitert. 2015 erfolgte der Umzug in das Gebäude der ehemaligen Westschule. In der Schule werden knapp 800 Schülerinnen und Schüler unterrichtet. Sie zeichnet sich durch eine engagierte Ensemblearbeit aus, nimmt regelmäßig am Wettbewerb Jugend musiziert teil und richtet zu diesem Anlass selbst Teilwettbewerbe aus.

#### Volkshochschule
Im Jahr 1946 wurde die Volkshochschule gegründet. Ziel war es, eine Demokratisierung der Gesellschaft zu erreichen und außerhalb der formalen Bildung an Schulen und Hochschulen die Bevölkerung zu qualifizieren. Die Städte Menden, Hemer und Balve gründeten 1975 einen kommunalen Zweckverband und errichteten die Volkshochschule Menden-Hemer-Balve.

## Persönlichkeiten

### Söhne und Töchter der Stadt
- Dorte Hilleke (16. oder 17. Jahrhundert–1631), 1631 als Hexe verhaftet, Namensgeberin der Stadtbücherei
- Friedrich Adolf Sauer (1765–1839), Kleriker, Pädagoge und Schulreformer
- Franz Kaspar Drobe (1808–1891), von 1882 bis 1891 Bischof von Paderborn
- Friedrich von der Becke (1817–1888), geboren in Haus Kotten, preußischer Generalleutnant
- Friedrich Lilotte (1818–1873), Genre- und Porträtmaler, Zeichner der Düsseldorfer Schule
- Oscar Rothschild (1852–1914), Bankier
- Christof von Ebbinghaus (1856–1927), Generalmajor
- Augustin Henninghaus (1862–1939), Missionarbischof in China zur Zeit des deutschen Kaiserreichs
- Karl Papenhausen (1864–1946), Generalarzt der Wehrmacht
- Leonie Duval (1883–1950), Schauspielerin
- Friedrich Fehrmann (1886–1965), Jurist und Staatsverwalungsbeamter
- Wilhelm Hausmann (1906–1980), Bildhauer
- Erich Bärenfänger (1915–1945), Generalmajor
- Wildor Hollmann (1925–2021), Professor für Sportmedizin, seit 2006 Ehrenbürger von Menden
- Theodor Herr (1929–2007), römisch-katholischer Theologe und Sozialethiker
- Alfons Weische (1932–2023), Klassischer Philologe
- Herbert Droste (1934–2020), Jurist
- Gerd Schulte-Hillen (1940–2021), Manager und stellvertretender Vorsitzender der Bertelsmann Stiftung
- Rudolf Tillmann (1941–2021), Wirtschaftsjurist und Heimatforscher
- Ulrich Bettermann (* 1946), Inhaber der OBO Bettermann GmbH, größter Arbeitgeber in Menden
- Thomas Köster (* 1946), Wirtschaftspolitiker und Geschäftsführer der Dachorganisation des Handwerks in Nordrhein-Westfalen
- Rudolf Düppe (* 1947), ehemaliger Bürgermeister
- Bruno Gantenbrink (* 1949), Segelflug-Weltmeister 1989 und mehrfacher Deutscher Meister
- Rudolf Gantenbrink (* 1950), Ingenieur und Pyramidenforscher
- Alfons Hardt (* 1950), Generalvikar des Erzbistums Paderborn
- Wolfram Kuschke (* 1950), ehemaliger Regierungspräsident und NRW-Minister, SPD-Politiker
- Norbert Rüther (* 1950), Psychiater, SPD-Politiker, ehemaliger NRW-Landtagsabgeordneter und Kölner SPD-Fraktionschef
- Peter Schieberle (* 1951), Lebensmittelchemiker, Professor an der TU München
- Udo Beckmann (* 1952), Gewerkschaftler
- Rüdiger Kramer (1953–2017), Zeichner und Maler
- Helmut J. Schmidt (* 1953), Präsident der Technischen Universität Kaiserslautern
- Rainer W. Gerling (* 1954), Physiker, Datenschutz- und IT-Sicherheitsexperte
- Silvia Hollmann (* 1955), ehemalige Leichtathletin und Teilnehmerin der Olympischen Spiele 1972
- Dieter Lemke (1956–2015), ehemaliger Fußballprofi
- Winfried Schröder (* 1956), Professor der Philosophie
- Sven Schubert (* 1956), Agrarwissenschaftler und Hochschullehrer
- Michael Goldmann (* 1959), Eishockeyspieler
- Johannes Laudage (1959–2008), Professor für Mittelalterliche Geschichte
- Uli Borowka (* 1962), Fußballnationalspieler und Deutscher Meister 1988 und 1993 mit Werder Bremen
- Jürgen Hinzpeter (* 1963), Heimatforscher
- Bodo Schulte (* 1963), Puppenspieler
- Wolfgang Exler (* 1965), Polizeibeamter und Politiker
- Jim Boeven (* 1967), deutsch-US-amerikanischer Schauspieler
- Boris Dreyer (* 1967), Althistoriker und Epigraphiker, Hochschullehrer
- Ingolf Kühn (* 1967), Biologe und Hochschullehrer
- Juliane von Herz, geborene Endler (* 1968), Kunsthistorikerin, Kuratorin, Autorin und Kritikerin
- Svenja Wagner (* 1969), Autorin
- Holger Thews (* 1973), Schauspieler an den Landesbühnen Sachsen
- Kraans de Lutin (* 1975), Musikproduzent
- Sebastian Barsch (* 1975), Historiker und Geschichtsdidaktiker
- Nico Suave (* um 1979), Rapper
- Edin Terzić (* 1982), ehemaliger Fußballspieler, als Cheftrainer von Borussia Dortmund Sieger im DFB-Pokal 2020/21
- Matthias Eggers (* 1985),  Politiker, Landtagsabgeordneter
- Franziska Wülle (* 1992), deutsche Sportjournalistin
- Tom-Eric Bappert (* 1999), Eishockeyspieler
- Sina Siebert (* 2005), Volleyballspielerin

### Persönlichkeiten, die vor Ort gewirkt haben
- Franz Dameris (1902–1991), Philosoph und Maler
- Reiner Feldmann (1933–2014), Biologe, Gymnasial- und Hochschullehrer
- Mile Prerad (* 1946), serbisch-bosnisch-deutscher Holzbildhauer
- Karl-Heinz Wiesemann (* 1960), Bischof von Speyer; von 1994 bis 1999 Pfarrer der Gemeinde St. Maria Magdalena in Menden-Bösperde
- Kathrin Heinrichs (* 1970), Krimiautorin und Kabarettistin
- Dendemann (bürgerlich Daniel Ebel; * 1974), Rapper, mit der Hip-Hop-Gruppe Eins Zwo bekannt geworden